# Santo Tomé y Príncipe
Santo Tomé y Príncipe, oficialmente la República Democrática de Santo Tomé y Príncipe (en portugués: República Democrática de São Tomé e Príncipe, pronunciación: /sɐ̃w̃ tu.'mɛ i 'pɾı̃.sɨ.p(ɨ)/) es un país africano formado por varias islas localizadas en el golfo de Guinea, específicamente al noroeste de la costa de Gabón, muy cerca de la línea ecuatorial y que se encuentra cerca marítimamente de la Zona Económica Exclusiva (ZEE) de Guinea Ecuatorial. Las islas de mayor importancia son Santo Tomé (São Tomé) y Príncipe. Es uno de los micro-Estados que existen en África y el más pequeño de los que tienen como lengua oficial el portugués con solo 1.001 kilómetros cuadrados.

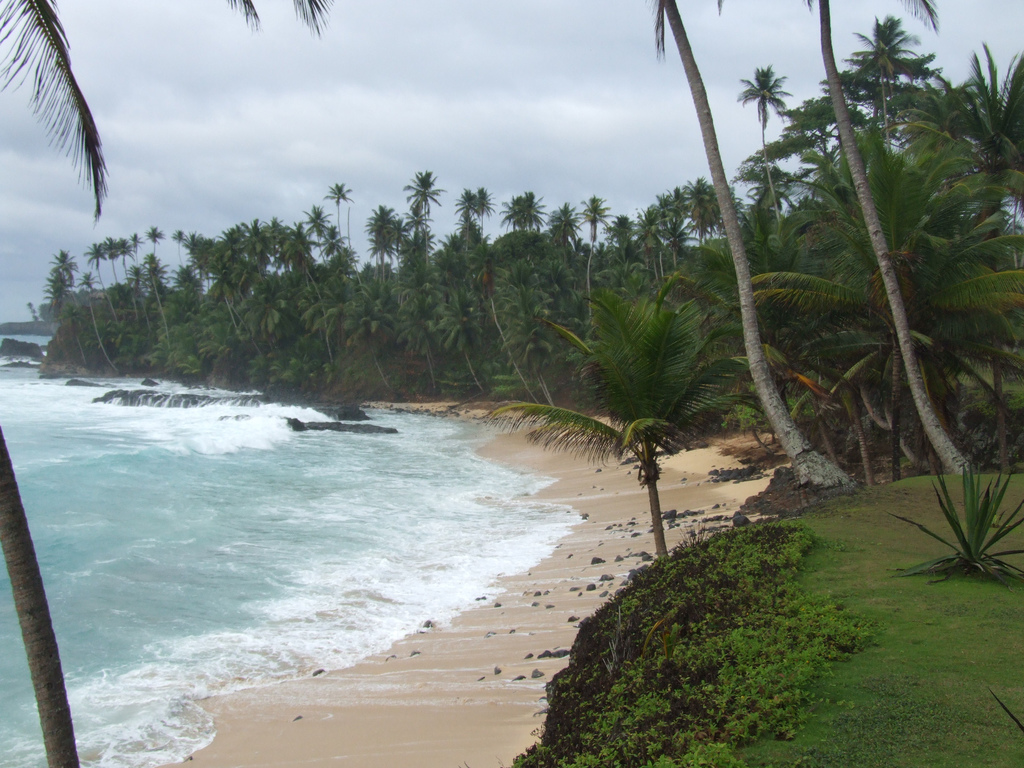
Islote de Rolas (Ilhéu das Rolas), Santo Tomé y Príncipe

## Historia

### Exploración y colonización
Los primeros europeos en llegar a las islas fueron los navegantes portugueses João de Santarém y Pedro Escobar entre 1469 y 1472 junto con Annobón. La primera colonización exitosa de Santo Tomé, que era una isla deshabitada, fue establecida en 1493 con judíos sefardíes exiliados de España por Álvaro Caminha, que recibió la tierra como una concesión de la Corona portuguesa. Príncipe fue colonizada en 1500 bajo un acuerdo similar. Para la mitad del siglo XVI y explotando a los esclavos, los colonos portugueses habían convertido a las islas en el principal exportador de azúcar de África. Santo Tomé y Príncipe fueron dominadas y administradas por la Corona portuguesa en 1522 y 1573, respectivamente.

### Desarrollo económico en elsigloXVI
Santo Tomé sólo sería económicamente notable con la introducción de un ingenio de agua en 1515, lo que pronto llevó al cultivo masivo de caña de azúcar: "Los campos se expanden y los ingenios, también. En este momento hay aquí dos ingenios y se están construyendo otros tres, contando el de los contratistas, que es grande. Igualmente, existen las condiciones necesarias, como arroyos y madera, para poder construir muchos más. Y las cañas [de azúcar] son las más grandes que he visto en mi vida". Las plantaciones de azúcar se organizaron con mano de obra esclava y, a mediados del siglo XVI, los colonos portugueses habían convertido las islas en el principal exportador de azúcar de África.
Los esclavos de Santo Tomé se compraban en la Costa de los esclavos de África Occidental, en el delta del Níger, en la isla de Fernando Poo y, más tarde, en el Congo y en Angola. En el siglo XVI, los esclavos se importaban y exportaban a Portugal, Elmina, el Reino del Congo, Angola y la América española. En 1510, Portugal habría importado entre 10 000 y 12 000 esclavos. En 1516, Santo Tomé recibió a 4072 esclavos con el fin de reexportarlos. De 1519 a 1540, la isla fue el centro del comercio de esclavos entre Elmina y el delta del Níger. A principios y mediados del siglo XVI, Santo Tomé comerciaba con esclavos de forma intermitente con Angola y el Reino del Congo. En 1525, Santo Tomé comenzó a traficar con esclavos hacia las Américas españolas, principalmente hacia el Caribe y Brasil. De 1532 a 1536, Santo Tomé envió una media anual de 342 esclavos a las Antillas. Antes de 1580, la isla representaba el 75 % de las importaciones de Brasil, principalmente de esclavos. El comercio de esclavos siguió siendo una piedra angular de la economía de Santo Tomé hasta después de 1600.

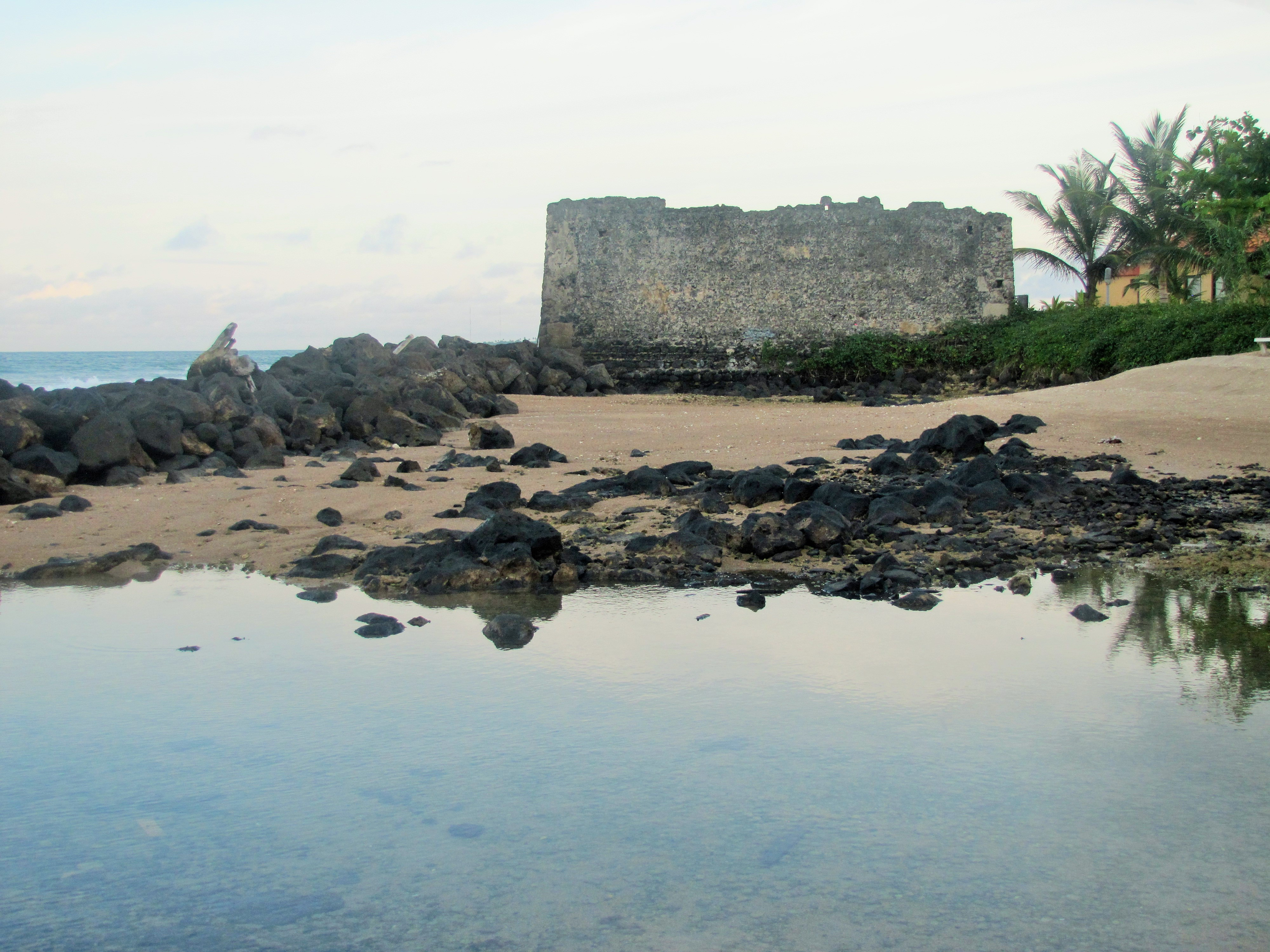
Fuerte de São Jerónimo, fortificación construida durante la ocupación neerlandesa de las islas.

La dinámica de poder de Santo Tomé en el siglo XVI era sorprendentemente diversa, con la participación de mulatos libres y ciudadanos negros en el gobierno. Los colonos voluntarios rechazaban Santo Tomé por sus enfermedades y escasez de alimentos, por lo que la Corona portuguesa deportó a la isla a convictos y fomentó las relaciones interraciales para asegurar la colonia. La esclavitud tampoco era permanente, como demuestra el decreto real de 1515 por el que se concedía la manumisión a las esposas africanas de los colonos blancos y a sus hijos mestizos. En 1517, otro decreto liberó a los esclavos varones que habían llegado a la isla con los primeros colonos. Después de 1520, una cédula real permitió que los mulatos libres, casados y con propiedades, ocuparan cargos públicos, a lo que siguió un decreto en 1546 que establecía la igualdad civil entre estos mulatos cualificados y los colonos blancos, permitiendo a los mulatos libres y a los ciudadanos negros oportunidades de ascender y participar en la política y los negocios locales. Las divisiones sociales provocaron frecuentes disputas en el seno de los ayuntamientos de la colonia y con el gobernador y el obispo, con una constante inestabilidad política.
Al principio, la esclavitud en Santo Tomé era menos estricta. A mediados del siglo XVI, un piloto portugués anónimo señaló que los esclavos trabajaban en pareja, construían sus propios alojamientos y trabajaban de forma autónoma una vez a la semana en el cultivo de sus propios alimentos. Sin embargo, este sistema esclavista más relajado no duró mucho tiempo tras la introducción de las plantaciones. En todo momento, los esclavos huyeron con frecuencia a los inhóspitos bosques montañosos del interior de la isla. Entre 1514 y 1527, el cinco por ciento de los esclavos que se importaron a Santo Tomé se escaparon, a menudo para morir de hambre, aunque entre 1531 y 1535 hubo una gran escasez de alimentos incluso en las plantaciones. Con el tiempo, el pueblo cimarrón desarrolló asentamientos en el interior conocidos como macambos.
Durante la guerra luso-neerlandesa, la isla de Santo Tomé fue ocupada por los neerlandeses de 1641 a 1648. 

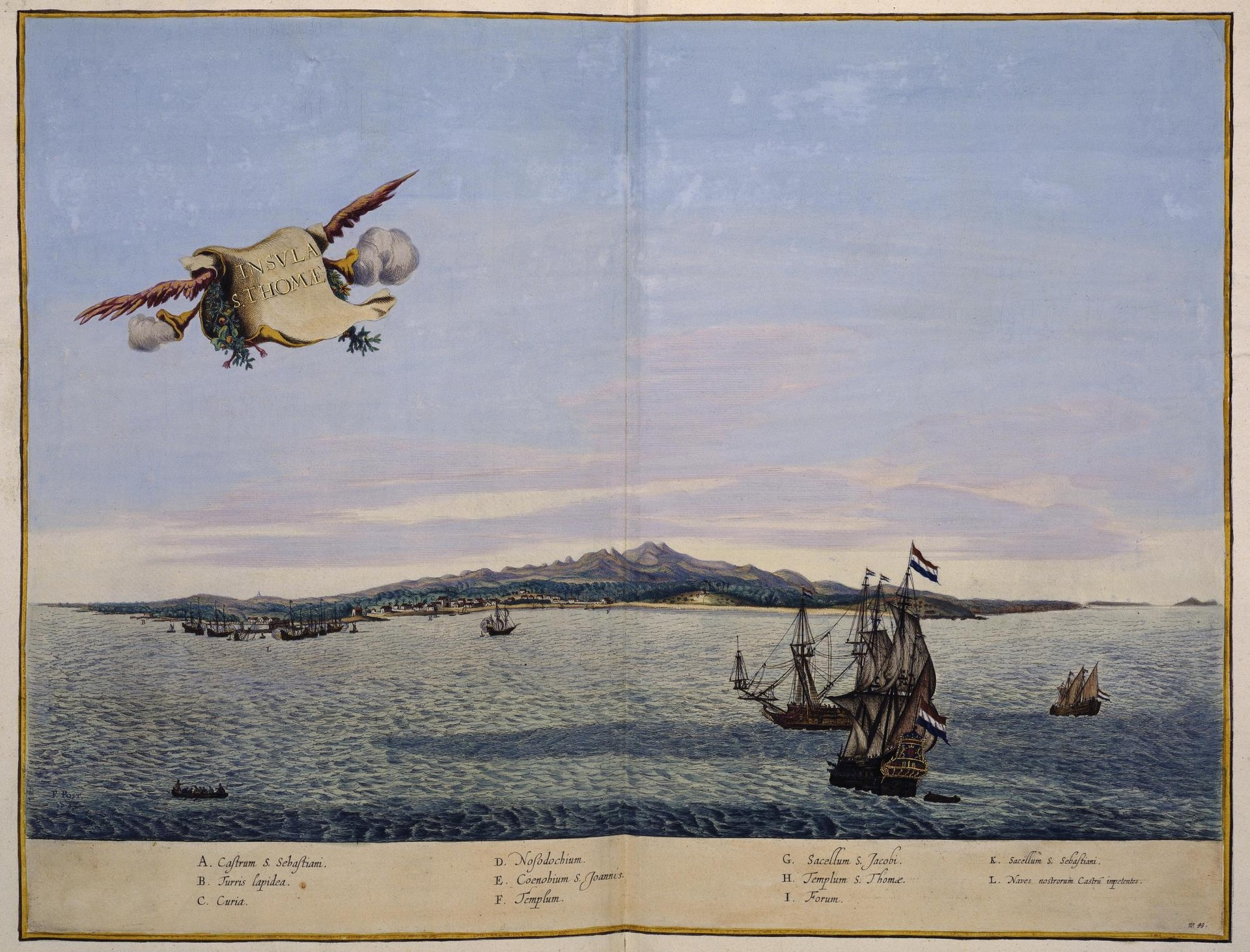
Conquista de Santo Tomé por Cornelius Jol, 1641

El cultivo de caña de azúcar declinó en los siguientes cien años, y hacia la mitad del siglo XVII, Santo Tomé pasó a ser poco más que un puerto de escala para barcos proveedores de carbón.

### Rebeliones de esclavos
Los primeros indicios de rebelión de los esclavos comenzaron en la década de 1530, cuando las bandas de cimarrones se organizaron para atacar las plantaciones, algunas de las cuales fueron abandonadas. Las autoridades portuguesas locales presentaron una queja formal en 1531 en la que se lamentaban de que demasiados colonos y ciudadanos negros estaban siendo asesinados en los ataques, y que la isla se perdería si el problema seguía sin resolverse. En una "guerra de los matorrales" de 1533, un "capitán de los matorrales" dirigió unidades de milicia para reprimir a los cimarrones. Un acontecimiento importante en la lucha de los cimarrones por la libertad ocurrió en 1549, cuando dos hombres que decían ser nacidos libres fueron traídos de los macambos por una rica plantadora mulata llamada Ana de Chaves. Con el apoyo de De Chaves, los dos hombres solicitaron al rey ser declarados libres, y la petición fue aprobada. La mayor población de cimarrones coincidió con el auge del azúcar de mediados del siglo XVI, ya que las plantaciones estaban repletas de esclavos. Entre 1587 y 1590, muchos de los esclavos fugitivos fueron derrotados en otra guerra de matorrales. Para 1593, el gobernador declaró las fuerzas cimarronas casi completamente extinguidas. No obstante, las poblaciones de cimarrones mantuvieron a los colonos alejados de las regiones del sur y del oeste.
La mayor revuelta de esclavos se produjo en julio de 1595, cuando el gobierno estaba debilitado por las disputas entre el obispo y el gobernador. Un esclavo nativo llamado Amador reclutó a cinco mil esclavos para que asaltaran y destruyeran las plantaciones, los ingenios azucareros y las casas de los colonos. La rebelión de Amador hizo tres incursiones en la ciudad y destruyó sesenta de los ochenta y cinco ingenios azucareros de la isla, pero fueron derrotados por la milicia al cabo de tres semanas. Doscientos esclavos murieron en combate y Amador y los demás líderes rebeldes fueron ejecutados, mientras que el resto de los esclavos fueron amnistiados y regresaron a sus plantaciones. Así terminó una de las mayores sublevaciones de esclavos de la época.

### SigloXIX
A principios del siglo XIX, dos nuevos cultivos, café y cacao, fueron introducidos. Los ricos suelos volcánicos parecieron ser apropiados para esos nuevos cultivos. Como consecuencia, grandes plantaciones (roças), apropiadas por las compañías portuguesas o terratenientes absentistas, pasaron a ocupar casi todo el buen labrantío. Para 1908, Santo Tomé había llegado a ser el mayor productor mundial de cacao, que, además, era la cosecha más importante del país.

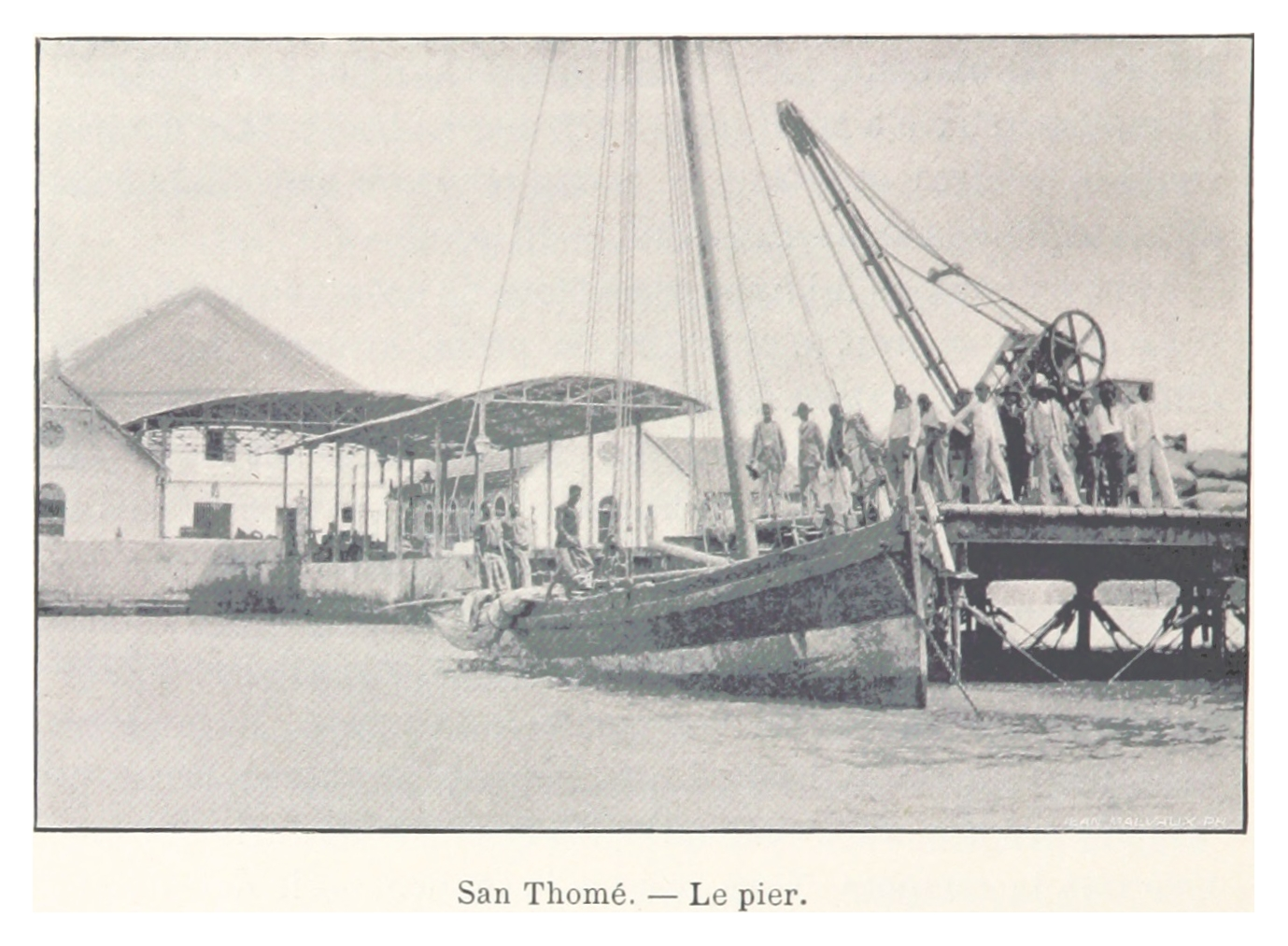
Puerto de Santo Tomé en 1899

El sistema de roças, que dio a los administradores de las plantaciones un alto grado de autoridad, condujo a los abusos contra los granjeros africanos. Aunque Portugal abolió oficialmente la esclavitud en 1876, la práctica del trabajo remunerado forzado continuó.

### SigloXX

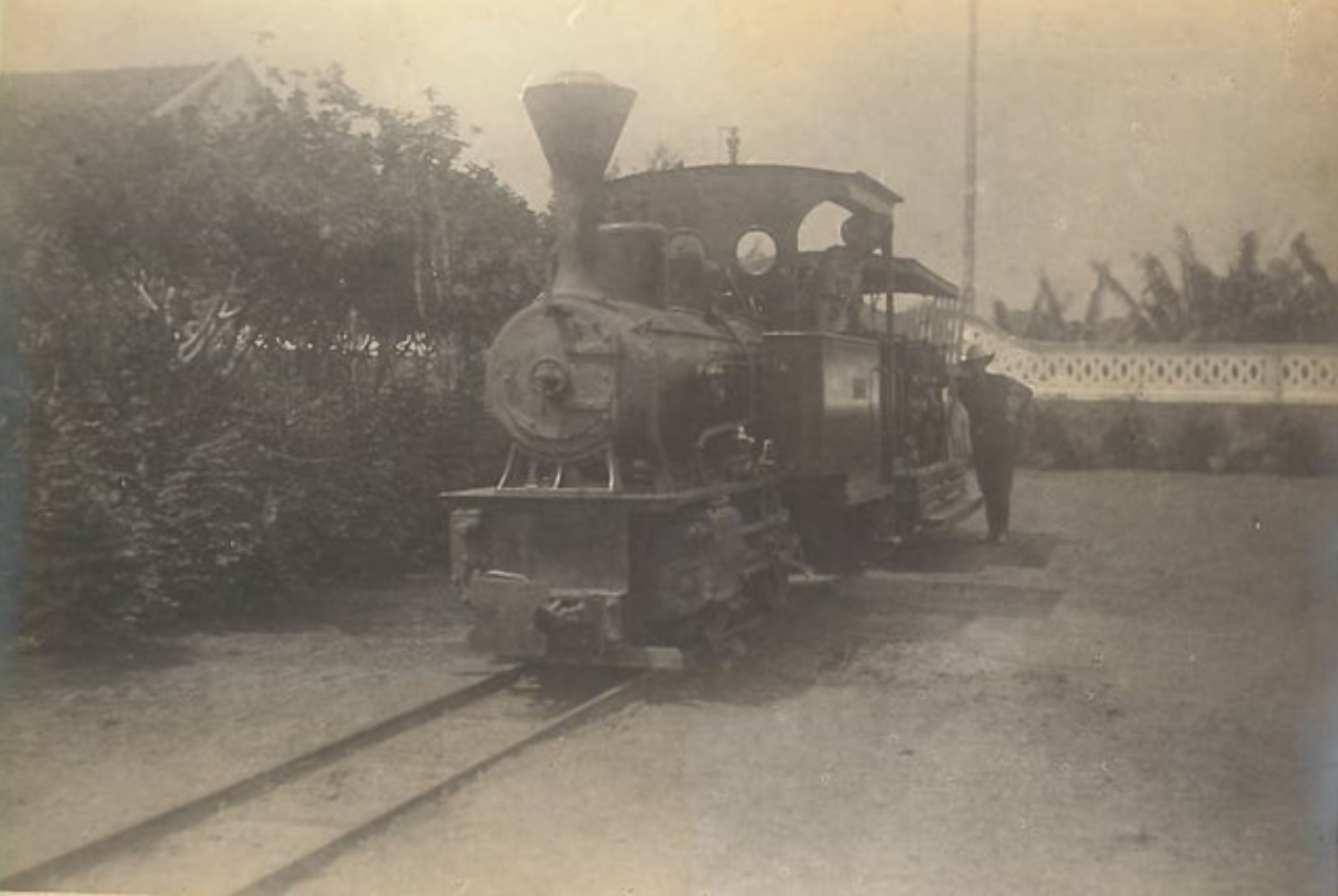
Ferrocarril en Santo Tomé y Príncipe alrededor de 1919

En los primeros años del siglo XX, una controversia publicitada internacionalmente descubrió que los contratistas angolanos estuvieron sujetos a trabajos forzados y a condiciones insatisfactorias de trabajo. La situación económica de las islas se deterioró cada vez más a partir del cambio de siglo. Sin embargo, muchos lugareños ricos consiguieron enviar a sus hijos a estudiar a Portugal. Aquí, en la "madre patria", fundaron varios periódicos y en 1919 también la asociación emancipadora Liga Africana. En las propias islas, los plantadores criollos habían fundado en 1911 (año de la instauración de la república en Portugal) la Liga dos Interesses Indigenas, dirigida contra los terratenientes portugueses. En 1926, la liga fue prohibida.
En 1937, la administración colonial intentó obligar a los nativos a trabajar en las plantaciones introduciendo un impuesto de captación. En 1951, las islas fueron declaradas provincia de ultramar sin más efectos prácticos. El gobernador Carlos de Souza Gorgulho volvió a triplicar el impuesto de capitación en 1952, hasta noventa escudos, lo que equivale a noventa días de trabajo forzado. También prohibió la lucrativa producción de vino de palma y mandó reunir a personas para que realizaran trabajos forzados en un programa de construcción en la capital. Los supervisores solían ser delincuentes liberados de la cárcel, a veces incluso asesinos, y el trato a los trabajadores era deficiente.

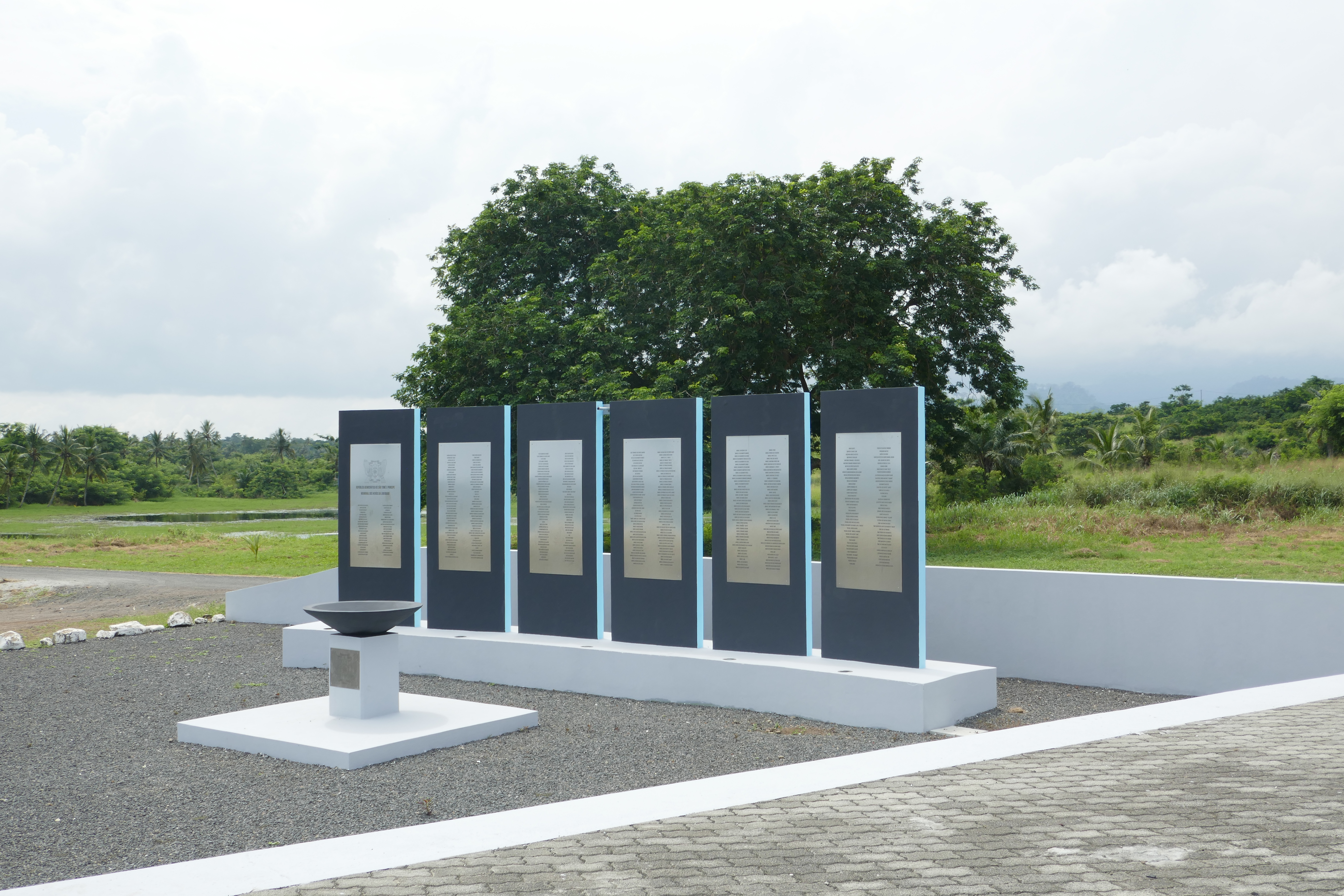
Monumento en memoria de los mártires del 3 de febrero de 1953

El desorden laboral esporádico y el descontento continuaron a lo largo del siglo XX, culminando en un estallido de motines en 1953 en el que varios cientos de trabajadores africanos murieron en un enfrentamiento con sus gobernadores portugueses. Esta masacre de Batepá sigue siendo un hecho importante en la historia colonial de las islas, y el gobierno recuerda oficialmente su aniversario.  Según algunas fuentes, este levantamiento o su represión por parte de soldados, voluntarios blancos, delincuentes y trabajadores contratados se cobró entre unos cientos y hasta dos mil víctimas. El gobierno hizo deportar y condenar a muchas personas, mientras que el gobernador responsable y otros fueron condecorados. Sin embargo, más tarde el gobernador Gorgulho tuvo que dimitir de su cargo. El levantamiento desencadenó el inicio de una conciencia nacional en las islas y, al mismo tiempo, la resistencia de los lugareños contra el trabajo de las plantaciones se rompió finalmente.
Para los últimos años de la década de 1950, cuando otras naciones emergentes en el continente africano estaban exigiendo la independencia, un pequeño grupo de santotomenses habían formado el Movimiento para la Liberación de Santo Tomé y Príncipe (MLSTP), el cual estableció finalmente su base en Gabón. Tomando ímpetu en los años 1960, los acontecimientos se siguieron rápidamente tras la Revolución de los Claveles en Portugal en abril de 1974.
El desarrollo del archipiélago fue muy lento durante y después del periodo colonial: tras la Segunda Guerra Mundial, aún no se había abierto ninguna escuela secundaria.

### Independencia
El nuevo régimen portugués se comprometió a la disolución de sus colonias de ultramar. En noviembre de 1974, sus representantes se reunieron con el MLSTP en Argel y elaboraron un acuerdo para la transferencia de la soberanía. Tras un periodo de gobierno de transición, Santo Tomé y Príncipe logró la independencia el 12 de julio de 1975, eligiendo como primer presidente al secretario general del MLSTP, Manuel Pinto da Costa.

### Dictadura (1975 a 1991)
El MLSTP había ganado todos los escaños de la Asamblea Constituyente y proporcionó al presidente, Manuel Pinto da Costa, y al primer ministro del nuevo Estado, Miguel Trovoada. Los habitantes no habían conseguido ninguna libertad democrática. El MLSTP se declaró partido de unidad socialista del país y las secciones del partido asumieron esencialmente las funciones de las instituciones coloniales existentes anteriormente.  
Varios miles de colonos portugueses emigraron a Portugal tras la independencia, privando al joven Estado de casi todos sus directivos y personal cualificado. Las plantaciones de cacao, que representaban la mayor parte de las exportaciones, fueron nacionalizadas, pero la situación económica apenas mejoró. Sin embargo, el gobierno consiguió importantes resultados en educación, y la tasa de alfabetización se convirtió en una de las más altas de África.
En 1978, el gobierno llamó a las tropas de Angola y Guinea-Bissau por una supuesta amenaza externa. Los soldados angoleños permanecieron en las islas durante la siguiente década y media como pilar del régimen. El primer ministro Miguel Trovoada, que se había manifestado en contra de la presencia de soldados angoleños, fue destituido y degradado a ministro de Economía. Cuando en 1979 las manifestaciones de protesta contra la temida expropiación de la propiedad privada de la tierra plantearon la exigencia de que Miguel Trovoada fuera nombrado presidente, fue expulsado del partido y detenido. Sólo gracias a las críticas internacionales pudo salir de la cárcel tras dos años en 1986 y exiliarse en Francia. Varios políticos de la oposición corrieron la misma suerte.
Como símbolo del antiguo sistema colonial, el odiado sistema Rocas se disolvió y las plantaciones se nacionalizaron el mismo año de la independencia. El trabajo forzoso se abolió oficialmente, pero el nuevo Día Nacional del Recuerdo de la Masacre de Batepa fue declarado "día de trabajo voluntario", que la población estaba obligada a realizar. El intento de "autogobierno colectivo" de los antiguos rocas fracasó.
La producción de cacao se redujo a la mitad en poco tiempo, los trabajadores de las plantaciones dedicaron más tiempo al cultivo privado de alimentos (prohibido para ellos como en la época colonial). Además de los problemas internos, la situación se agravó por el descenso de los precios del cacao, la obsolescencia de las plantas de cacao y el regreso de diez mil nacionales que huyeron de la guerra civil de Angola. El Estado tuvo que depender de los donantes extranjeros, especialmente del Banco Mundial y del FMI, para sobrevivir. Las empresas cerraron y, por primera vez en la historia de las islas, hubo un desempleo masivo. Los alimentos fueron racionados y en 1981 hubo revueltas por hambre y aspiraciones secesionistas en Príncipe.
La situación económica y política se suavizó en la segunda mitad de la década de 1980, cuando el Banco Mundial y los países donantes de ayuda al desarrollo recompensaron con nuevos préstamos el cambio de rumbo político del régimen hacia Occidente y la economía de mercado.
El "viento de cambio" en África de principios de los años noventa también llegó a Santo Tomé y Príncipe. Los jóvenes políticos del Partido de la Unidad exigieron reformas. El sistema multipartidista se introdujo en 1990 y la nueva constitución fue aprobada por una abrumadora mayoría en el referéndum constitucional de 1990.

### Democracia
En 1990, Santo Tomé se convirtió en uno de los primeros países africanos en incorporarse a la reforma democrática, y los cambios en la constitución —la legalización de los partidos políticos de la oposición— condujeron a las elecciones de 1991, que fueron pacíficas, libres y transparentes. Miguel Trovoada, un ex primer ministro que había estado en el exilio desde 1986, regresó como candidato independiente y fue elegido presidente. Trovoada fue reelecto en la segunda elección presidencial multipartidista de Santo Tomé en 1996. El Partido de la Convergencia Democrática (PCD) derribó al MLSTP para tomar la mayoría de los escaños en la Asamblea Nacional, con el MLSTP convirtiéndose en una minoría importante y vocal. Siguieron a estas elecciones las municipales de 1992, en las que el MLSTP volvió a ganar una mayoría de escaños en cinco de los siete concejos regionales.
En las primeras elecciones legislativas en octubre de 1994, el MLSTP ganó una mayoría de escaños en la Asamblea. Reconquistó una mayoría cabal de asientos en las elecciones de noviembre de 1998. Las elecciones presidenciales se celebraron en julio de 2001. El candidato respaldado por el Partido Independiente de Acción Democrática, Fradique de Menezes, fue elegido en la primera vuelta e investido el 3 de septiembre. Después, en marzo de 2002, se celebraron unas elecciones parlamentarias que llevaron a un gobierno de coalición al no haber ningún partido que lograse una mayoría de escaños. En julio de 2003, un intento de golpe de Estado protagonizado por militares y por el Frente Demócrata Cristiano (representantes en su mayoría de los exvoluntarios santotomenses del ejército sudafricano de la era del apartheid) fue revertido gracias a la mediación internacional, incluso la estadounidense, sin derramamiento de sangre. En septiembre de 2004, el presidente Menezes despidió al primer ministro y nombró un nuevo gabinete, el cual fue aceptado por el partido mayoritario.

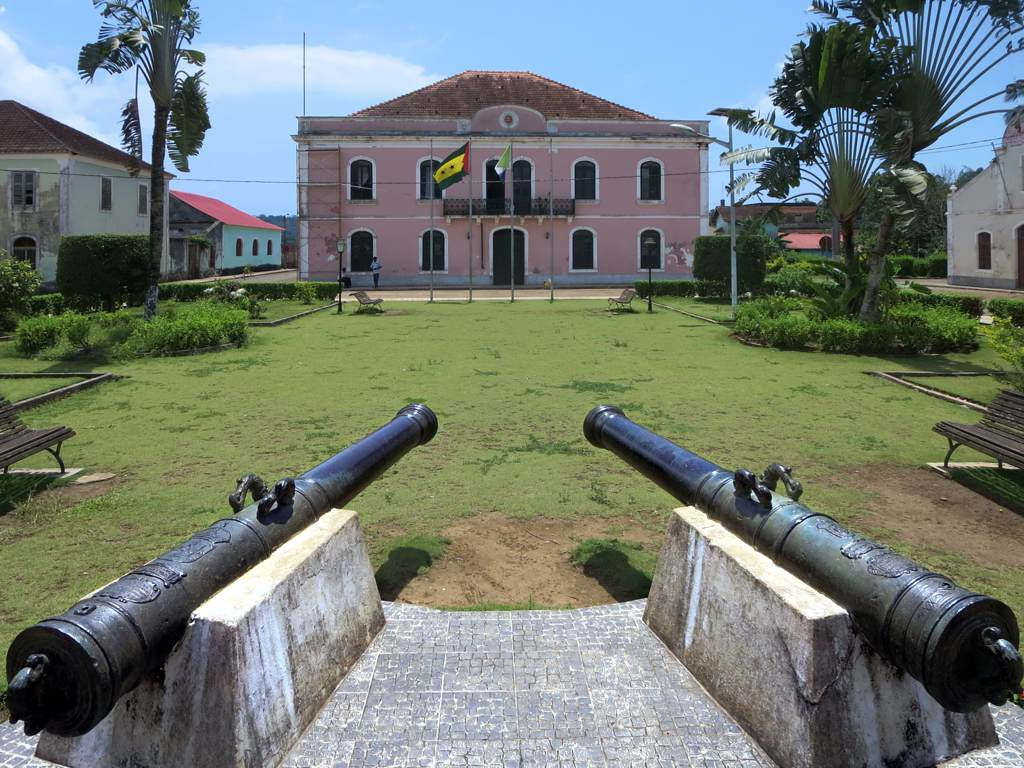
Palacio de Gobierno Regional en la Isla de Príncipe

En las elecciones presidenciales del 30 de julio de 2006, Fradique de Menezes ganó fácilmente un segundo mandato de cinco años, derrotando a otros dos candidatos, Patrice Trovoada (hijo del expresidente Miguel Trovoada) y el independiente Nilo Guimarães. Las elecciones locales, las primeras desde 1992, se celebraron el 27 de agosto de 2006 y estuvieron dominadas por los miembros de la coalición gobernante. El 12 de febrero de 2009, se intentó dar un golpe de Estado para derrocar al presidente Fradique de Menezes. Los conspiradores fueron encarcelados, pero más tarde recibieron el indulto del presidente de Menezes.
Evaristo Carvalho era el presidente de Santo Tomé y Príncipe desde las elecciones de 2016, tras ganar al presidente en funciones Manuel Pinto da Costa. Carvalho era también vicepresidente del partido Acción Democrática Independiente (ADI). Patrice Emery Trovoada fue primer ministro de 2014 a 2018 y es el líder del partido Acción Democrática Independiente (ADI).[cita requerida] En diciembre de 2018, Jorge Bom Jesus, líder del Movimiento para la Liberación de Santo Tomé y Príncipe / Partido Social Demócrata (MLSTP/PSD), juró como nuevo primer ministro.
En 2020, la pandemia mundial de COVID-19 se extendió a Santo Tomé y Príncipe.
En septiembre de 2021, el candidato de la oposición de centroderecha Acción Democrática Independiente (ADI), Carlos Vila Nova, ganó las elecciones presidenciales. El presidente, sin embargo, es en gran medida una figura ceremonial, ya que el poder político recae en el primer ministro.

## Gobierno y política
Santo Tomé y Príncipe funciona bajo un sistema multipartidista desde 1990. El presidente de la República es elegido por voto secreto, universal y directo por un periodo de cinco años. El presidente puede ser reelegido hasta el término de dos periodos consecutivos. El primer ministro es nombrado por el presidente, y los catorce miembros del gabinete son elegidos por el primer ministro.
La Asamblea Nacional, el órgano supremo del Estado y el más alto cuerpo legislativo, está compuesto por cincuenta y cinco miembros, los cuales son elegidos por un periodo de cuatro años.
La justicia es administrada por la Corte Suprema. El poder judicial es independiente, según lo que establece la actual Constitución.

### Relaciones exteriores
Santo Tomé y Príncipe tiene embajadas en Angola, Bélgica, Gabón, Portugal y Estados Unidos. Reconoció a la República Popular China en 2016. También tiene una misión permanente ante la ONU en Nueva York y una Oficina de Corresponsalía Diplomática Internacional.

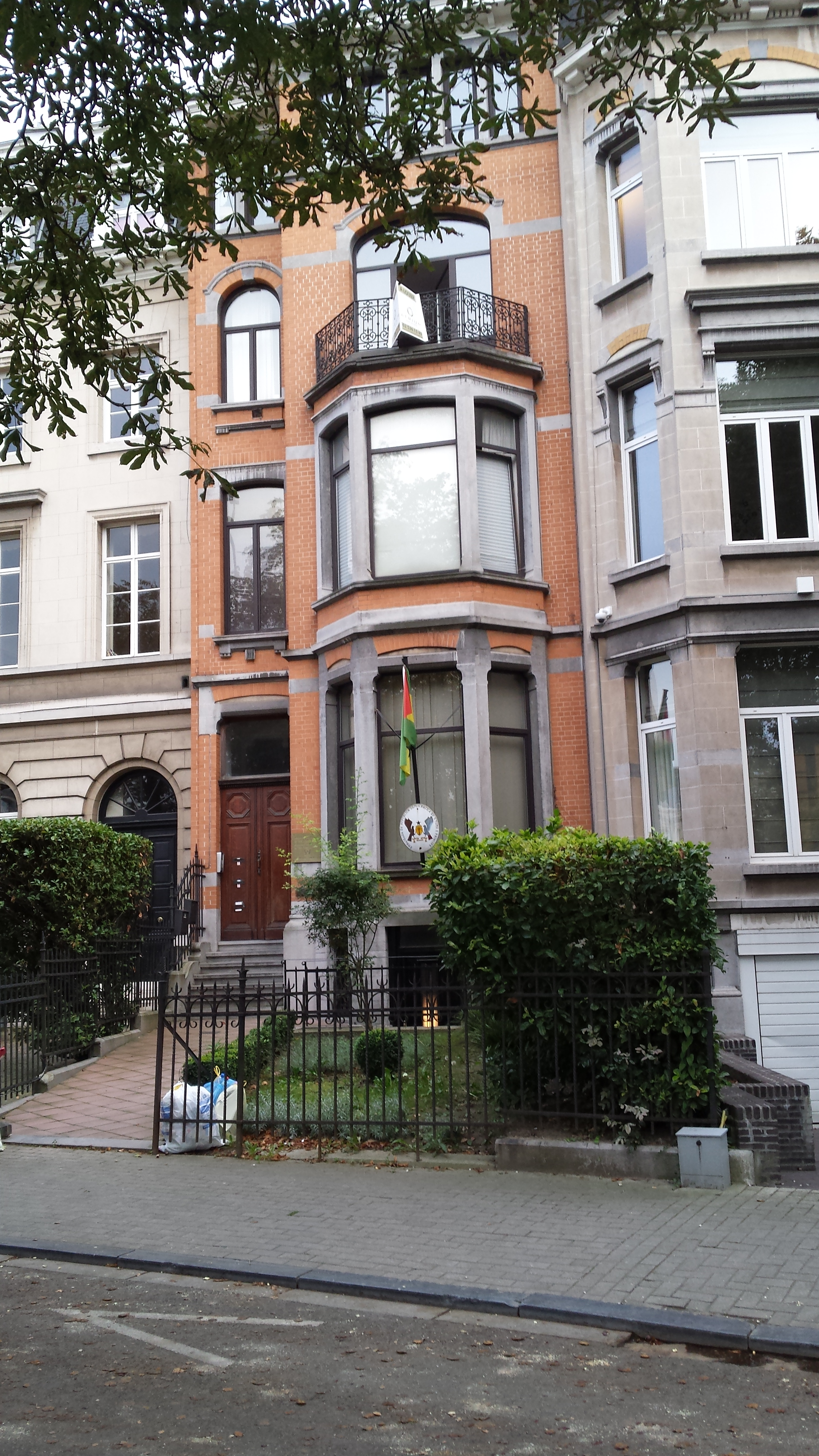
Embajada de Santo Tomé y Príncipe en Bruselas

Santo Tomé y Príncipe es uno de los Estados miembros fundadores de la Comunidad de Países de Lengua Portuguesa, también conocida como Commonwealth Lusófona, organización internacional y asociación política de naciones lusófonas de cuatro continentes, donde el portugués es lengua oficial.
Los países con mejores relaciones con Santo Tomé y Príncipe son Portugal y Angola. En general, el gobierno de Santo Tomé y Príncipe ha mantenido una política exterior basada en el no alineamiento y la cooperación con cualquier país que esté dispuesto a ayudar a su desarrollo económico. En los últimos años, también ha enfatizado cada vez más los vínculos con Estados Unidos y Europa Occidental.
Portugal tiene vínculos históricos con Santo Tomé y Príncipe, desde el período de colonización por los portugueses. Portugal es el mayor inversor en Santo Tomé y Príncipe, invirtiendo millones de euros en la economía del país. Santo Tomé y Príncipe mantiene una embajada en Lisboa, un consulado en Oporto y otro en Coimbra. Portugal mantiene una embajada en Santo Tomé. Portugal y Santo Tomé y Príncipe firmaron un acuerdo por el que Portugal se compromete a patrullar la zona costera de Santo Tomé y Príncipe, protegiéndola principalmente de los piratas. El buque militar portugués NRP Zaire y algunas patrulleras portuguesas están permanentemente estacionados en la costa de Santo Tomé y Príncipe.
La economía de Santo Tomé y Príncipe está estrechamente vinculada a la de Portugal, ya que este país representa más del 50 % de las importaciones de Santo Tomé y Príncipe. Portugal también ha contribuido al desarrollo de la educación en Santo Tomé y Príncipe, ayudando financieramente a construir y mantener la Universidad Pública de Santo Tomé y Príncipe. El presidente portugués Marcelo Rebelo de Sousa visitó Santo Tomé y Príncipe en 2018 para demostrar los fuertes lazos económicos y culturales entre Portugal y Santo Tomé y Príncipe.
Angola es un importante socio comercial, principalmente en el ámbito de los recursos energéticos naturales; Angola es el principal proveedor de petróleo y gas natural de Santo Tomé y Príncipe. Además, cientos de turistas angoleños visitan Santo Tomé y Príncipe cada año, contribuyendo a la economía local. En Santo Tomé y Príncipe hay una comunidad relativamente numerosa de angoleños. Santo Tomé y Príncipe mantiene una embajada en Luanda y Angola mantiene una embajada en Santo Tomé.
Estados Unidos mantiene relaciones con Santo Tomé y Príncipe desde 1975, y ha ofrecido millones de dólares en paquetes de ayuda financiera a Santo Tomé y Príncipe. Los paquetes de ayuda financiera estaban destinados a desarrollar las infraestructuras del país y a mejorar su administración fiscal, tributaria y aduanera. Además, en los últimos años, algunos barcos de la Guardia Costera estadounidense han visitado Santo Tomé y Príncipe, proporcionando formación médica y militar a soldados de este país. En 2002, Estados Unidos tenía previsto establecer una pequeña base militar en la isla de Santo Tomé. Santo Tomé y Príncipe aceptó la construcción de la base, pero el plan se canceló por cuestiones políticas y financieras de Estados Unidos. En 1992, la emisora del gobierno federal estadounidense, Voice of America, y el gobierno de Santo Tomé firmaron un acuerdo a largo plazo para establecer una estación de retransmisión en Santo Tomé. En la actualidad, la Voz de América transmite a gran parte de África desde esta instalación.
Miles de turistas de Cabo Verde visitan Santo Tomé y Príncipe, ayudando a la economía local. Las relaciones entre Cabo Verde y Santo Tomé y Príncipe han mejorado con los años. En los últimos años, Polonia y Alemania han aumentado los vínculos comerciales con Santo Tomé y Príncipe, comprando cada vez más cacao y otros productos de Santo Tomé y Príncipe,
India también mantiene muy buenas relaciones con Santo Tomé y Príncipe, invirtiendo miles de euros anuales en el sector agrícola[cita requerida]. Brasil ha contribuido a mejorar el sistema sanitario y educativo de Santo Tomé y Príncipe. Los canales de televisión y las películas brasileñas son los más vistos en Santo Tomé y Príncipe.
Los países vecinos Gabón, Camerún y la República del Congo son socios importantes de Santo Tomé y Príncipe, y muchas empresas de estos países tienen establecimientos y negocios en Santo Tomé y Príncipe. Debido a que estos países hablan francés, este idioma ha cobrado importancia en el sector empresarial (junto con el portugués), en Santo Tomé y Príncipe.
Desde 2013, China ha invertido en algunos proyectos de carreteras y puertos marítimos, reforzando sus inversiones en el área.

### Derechos humanos
Santo Tomé posee un buen nivel en lo que respecta a derechos humanos, incluyendo la libertad de expresión y de prensa, al igual que la de formar partidos de oposición.
En materia de derechos humanos, respecto a la pertenencia a los siete organismos de la Carta Internacional de Derechos Humanos, que incluyen al Comité de Derechos Humanos (HRC), Santo Tomé y Príncipe ha firmado o ratificado:
| Santo Tomé y Príncipe | Tratados internacionales | Tratados internacionales  | Tratados internacionales | Tratados internacionales | Tratados internacionales | Tratados internacionales | Tratados internacionales  | Tratados internacionales | Tratados internacionales | Tratados internacionales | Tratados internacionales  | Tratados internacionales    | Tratados internacionales  | Tratados internacionales  | Tratados internacionales | Tratados internacionales | Tratados internacionales    | Tratados internacionales  |
| --- | ------------------------ | ------------------------- | ------------------------ | ------------------------ | ------------------------ | ------------------------ | ------------------------- | ------------------------ | ------------------------ | ------------------------ | ------------------------- | --------------------------- | ------------------------- | ------------------------- | ------------------------ | ------------------------ | --------------------------- | ------------------------- |
| Santo Tomé y Príncipe | CESCR                    | CESCR                     | CCPR                     | CCPR                     | CCPR                     | CERD                     | CED                       | CEDAW                    | CEDAW                    | CAT                      | CAT                       | CRC                         | CRC                       | CRC                       | CRC                      | MWC                      | CRPD                        | CRPD                      |
| Santo Tomé y Príncipe | CESCR                    | CESCR-OP                  | CCPR                     | CCPR-OP1                 | CCPR-OP2-DP              | CERD                     | CED                       | CEDAW                    | CEDAW-OP                 | CAT                      | CAT-OP                    | CRC                         | CRC-OP-AC                 | CRC-OP-SC                 | CRC-OP-CP                | MWC                      | CRPD                        | CRPD-OP                   |
| Pertenencia | Firmado y ratificado.    | Ni firmado ni ratificado. | Firmado y ratificado.    | Firmado y ratificado.    | Firmado y ratificado.    | Firmado y ratificado.    | Ni firmado ni ratificado. | Firmado y ratificado.    | Firmado y ratificado.    | Firmado y ratificado.    | Ni firmado ni ratificado. | Firmado pero no ratificado. | Ni firmado ni ratificado. | Ni firmado ni ratificado. | Sin información.         | Firmado y ratificado.    | Firmado pero no ratificado. | Ni firmado ni ratificado. |
| Firmado y ratificado, firmado, pero no ratificado, ni firmado ni ratificado, sin información, ha accedido a firmar y ratificar el órgano en cuestión, pero también reconoce la competencia de recibir y procesar comunicaciones individuales por parte de los órganos competentes. |                          |                           |                          |                          |                          |                          |                           |                          |                          |                          |                           |                             |                           |                           |                          |                          |                             |                           |

### Defensa
Las Fuerzas Militares de Santo Tomé y Príncipe son pequeñas y se componen de cuatro ramas: el Ejército (Exército), la Guardia Costera (Guarda Costeira también llamada "Marina"), la Guardia Presidencial (Guarda Presidencial) y la Guardia Nacional.

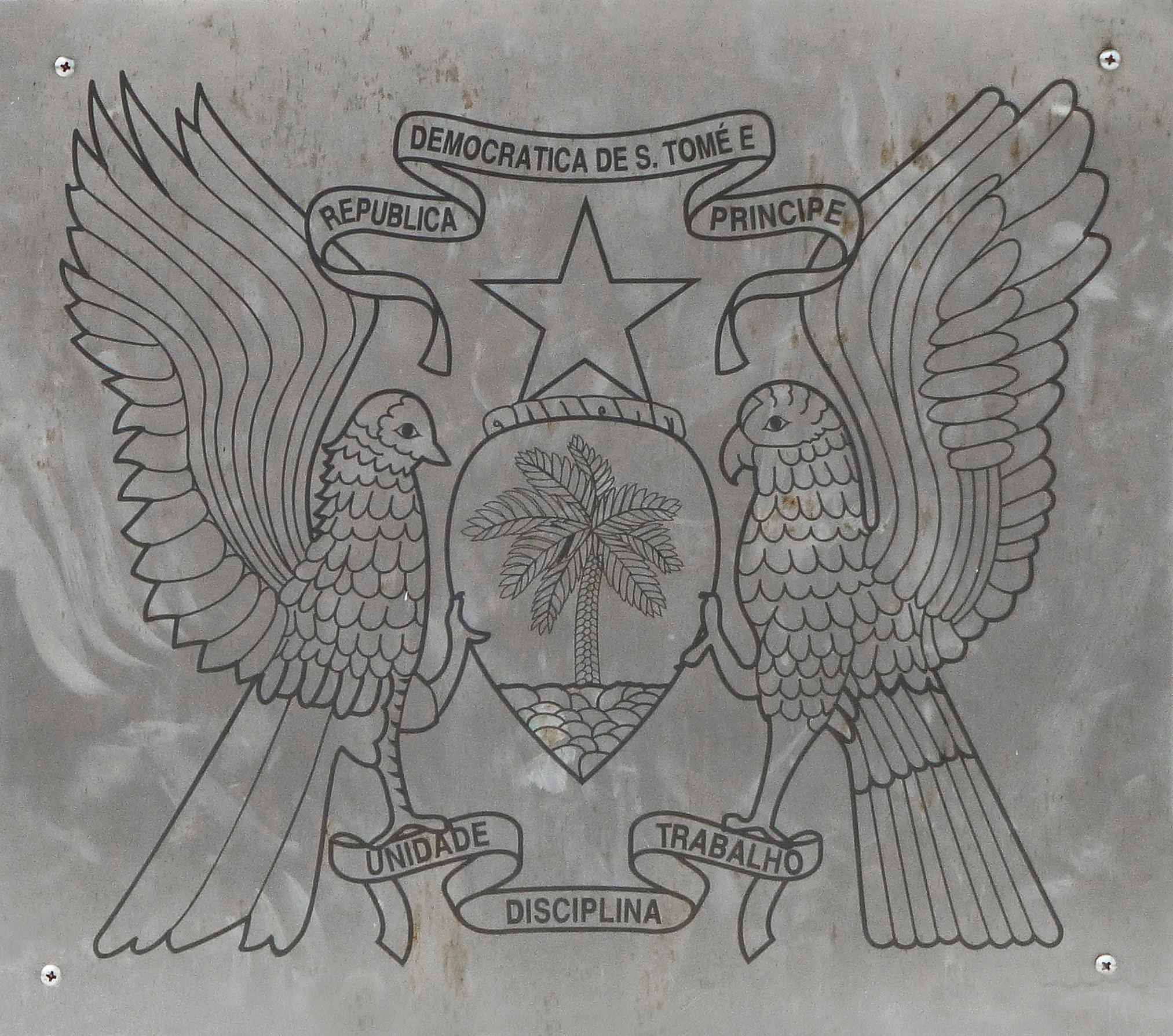
Escudo de Santo Tomé y Príncipe

En 2017, Santo Tomé y Príncipe firmó el Tratado de las Naciones Unidas sobre la Prohibición de las Armas Nucleares.
Las Fuerzas Armadas de Santo Tomé y Príncipe (en portugués: Forças Armadas de São Tomé e Príncipe, FASTP)  se componen de un pequeño ejército con un contingente terrestre y naval, con un presupuesto limitado. Situadas junto a una vía de comunicación marítima de importancia estratégica en el golfo de Guinea, debido a la reciente preocupación por los problemas de seguridad regional, incluida la seguridad de los petroleros que transitan por la zona, el ejército estadounidense y otras armadas extranjeras han aumentado su compromiso con las FASTP, proporcionando al país ayuda en forma de proyectos de construcción y misiones de formación, así como la integración en programas internacionales de intercambio de información e inteligencia.

## Organización político-administrativa
El país está dividido en dos provincias, Santo Tomé y Príncipe, esta última con autogobierno desde el 29 de abril de 1995.
A su vez, está dividido en siete distritos, seis en Santo Tomé y uno en Príncipe:
1. Água Grande (Santo Tomé)
2. Cantagalo (Santana)
3. Caué (São João dos Angolares)
4. Lembá (Neves)
5. Lobata (Guadalupe)
6. Mé-Zóchi (Trindade)
7. Pagué (Santo António)

## Geografía

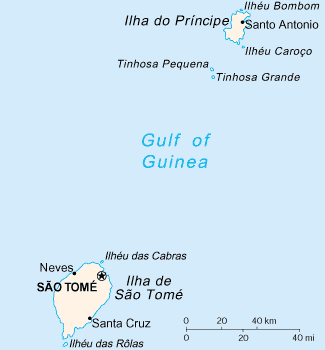
Mapa de Santo Tomé y Príncipe

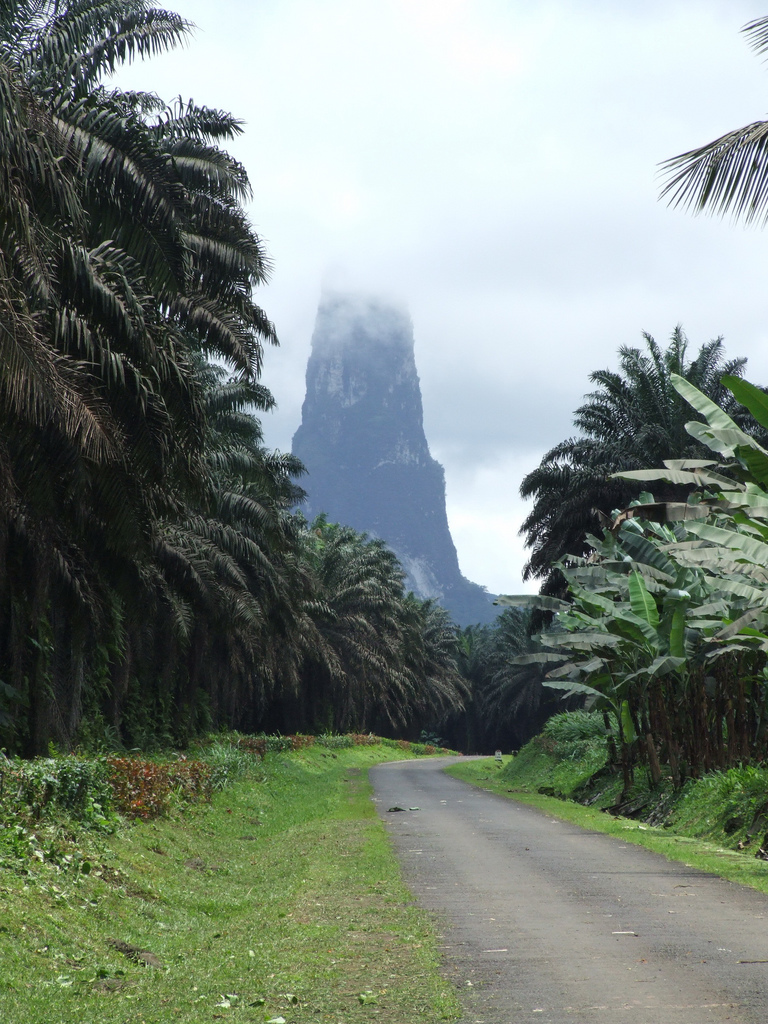
El Pico Cão Grande

Las islas de Santo Tomé y Príncipe, situadas sobre el Atlántico ecuatorial, a 300 km y 250 km respectivamente de la costa noroeste de Gabón, constituyen el país más pequeño de África. Las islas forman parte de una cadena montañosa de volcanes extintos que incluyen también las islas de Annobón al sudoeste y de Bioko al noreste, que pertenecen a Guinea Ecuatorial, y el Monte Camerún en la costa oeste de África.
La isla de Santo Tomé tiene un tamaño de 50 km de largo y 32 km de ancho y es la más montañosa de las islas. Su máxima altura es de 2024 m y en ella vive la mayor cantidad de población y se encuentra la capital del país, la ciudad de Santo Tomé.
La isla de Príncipe tiene un tamaño de 16 km de largo y 6 km de ancho, y es la segunda en tamaño. También existen varios islotes deshabitados de menor tamaño, que forman parte del país: Islote de las Rolas, Islote de las Cabras, Islote Bombón, Islote Carozo, Tiñosa Grande y Tiñosa Pequeña.

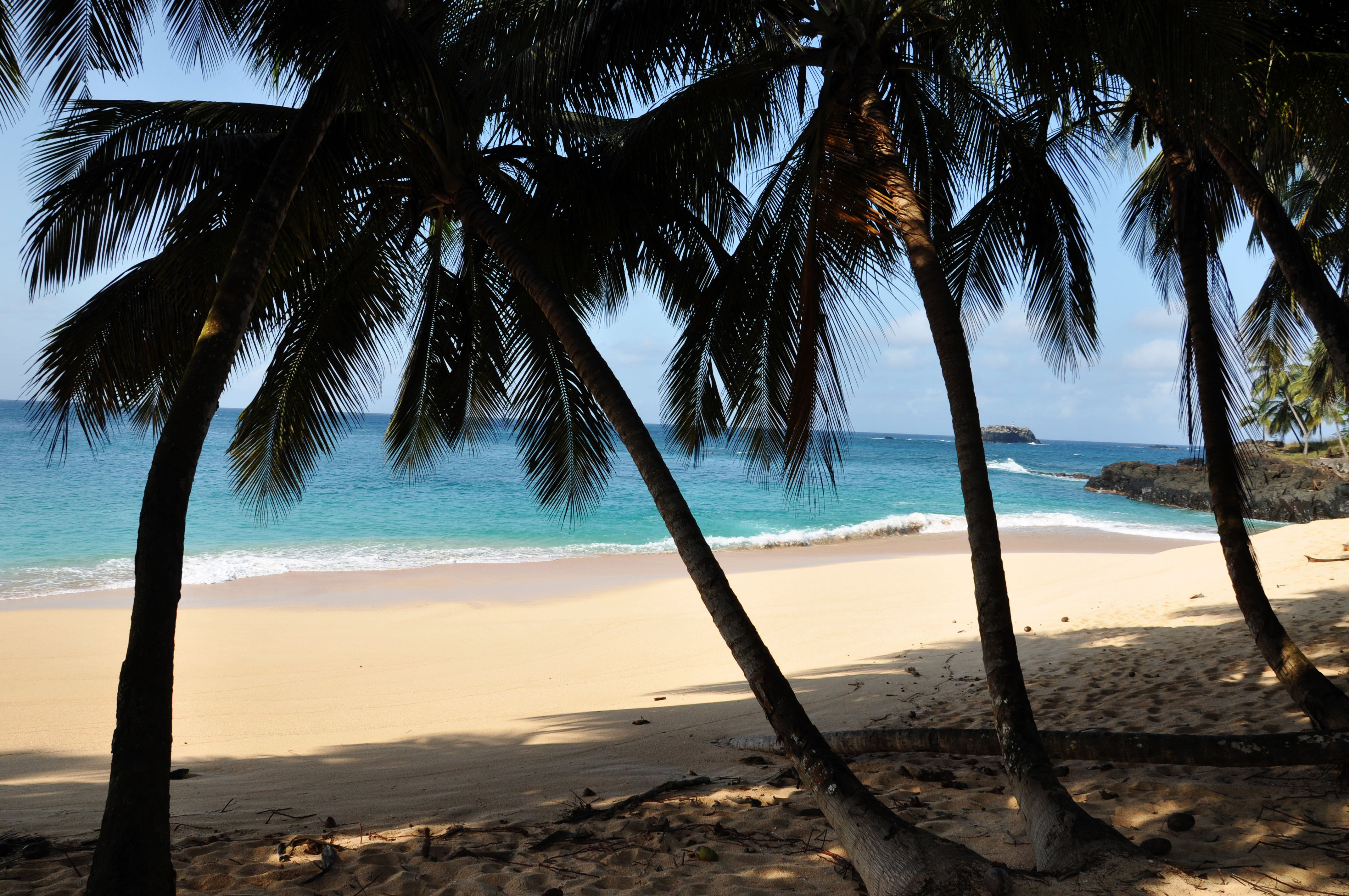
Una de las playas de Santo Tomé y Príncipe

Ecológicamente, ambas islas forman parte de la ecorregión denominada selva de tierras bajas de Santo Tomé, Príncipe y Annobón.

### Clima
Santo Tomé y Príncipe tiene un clima ecuatorial, cálido y húmedo, con temperaturas medias anuales que oscilan entre los 22 °C y los 30 °C. Es un país con una multiplicidad de microclimas, definidos, principalmente, en función de la pluviosidad, la temperatura y la ubicación. La temperatura varía según la altitud y el relieve.
Debido a las montañas y al viento del suroeste, la mayor parte de las precipitaciones caen en el sur y el suroeste de las islas. En el norte de Santo Tomé, el clima es más seco, con un paisaje de sabana. En Santo Tomé, caen 1000 mm de precipitaciones en el noreste y 4000 mm en el suroeste.
Las estaciones están controladas por la variación de la zona de convergencia intertropical. Hay dos estaciones de lluvias que coinciden con el equinoccio, en marzo y septiembre, que incluyen los meses ventosos de mayo a agosto y los más cálidos de diciembre a febrero. La estación seca es más notable en el norte y el este y en el suroeste puede estar ausente durante algunos años.
El patrón de ocupación afectó al clima y a la vegetación. Esto sólo ocurrió cuando se plantaron plantaciones de azúcar y se despejó el bosque del norte de la isla. Aquí, las zonas se secaron de manera que sólo crecieron hierbas y baobabs.

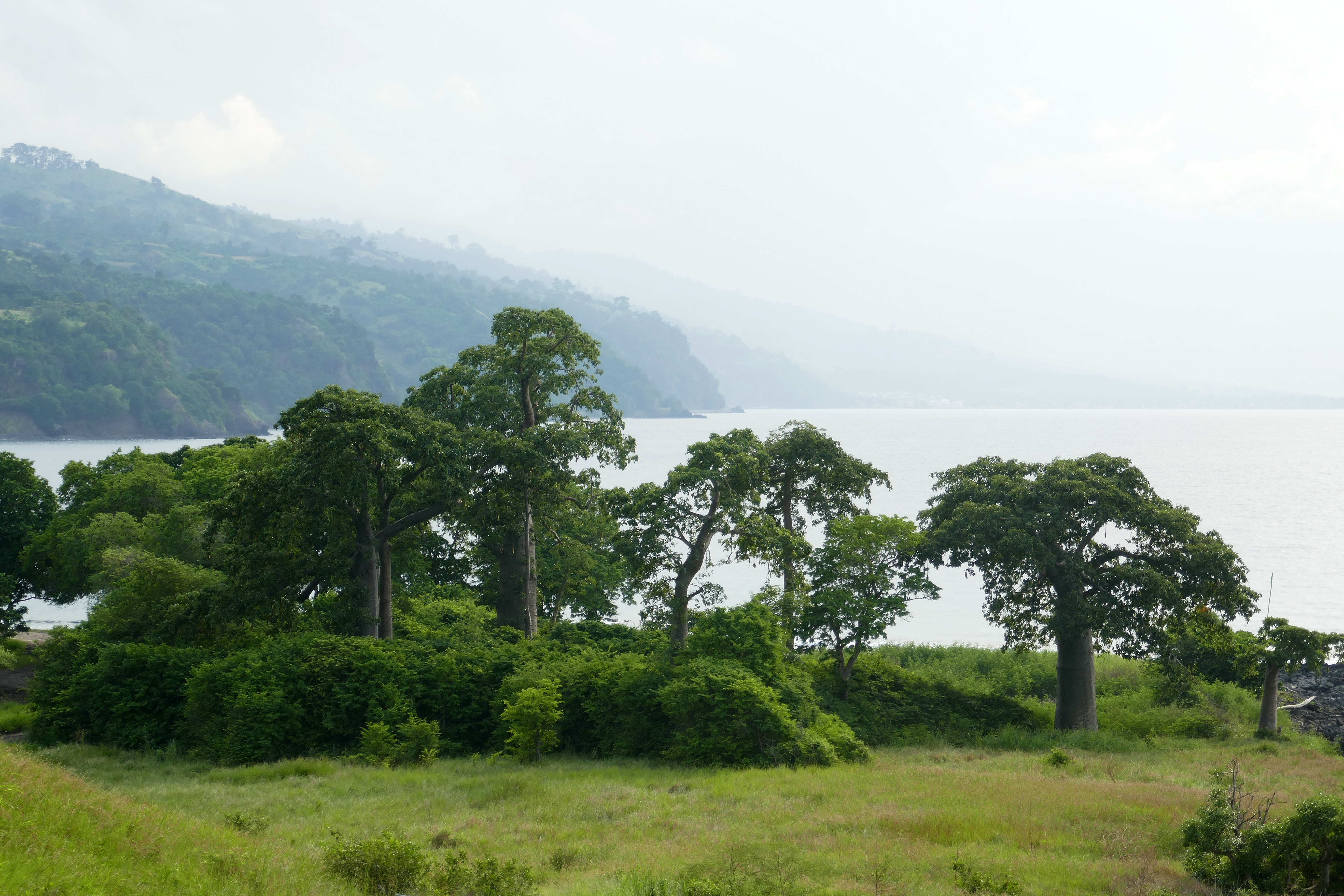
Baobabs (Adansonia digitata) en la Lagoa Azul al norte de Santo Tomé

### Flora
Hay unas 895 especies de plantas vasculares nativas de las islas, de las cuales 95 están restringidas a Santo Tomé y 37 sólo se dan en Príncipe. Las familias Orchidaceae, Rubiaceae y Euphorbiaceae están bien representadas, así como los géneros Calvoa y Begonia. Las begonias gigantes endémicas Begonia crateris y Begonia baccata pueden alcanzar los tres metros de altura. Las islas también son ricas en helechos. La única gimnosperma es la especie endémica de Santo Tomé, el Podocarpus mannii.
Otras plantas endémicas son:
Leea tinctoria, de la familia de las vitáceas
La selva tropical cubre aproximadamente el 74% del país. Gran parte de ella es bosque secundario que ha crecido en plantaciones abandonadas. Una amplia zona de bosque está protegida por el parque nacional de Obo. Otros hábitats son la sabana y los manglares.

### Fauna

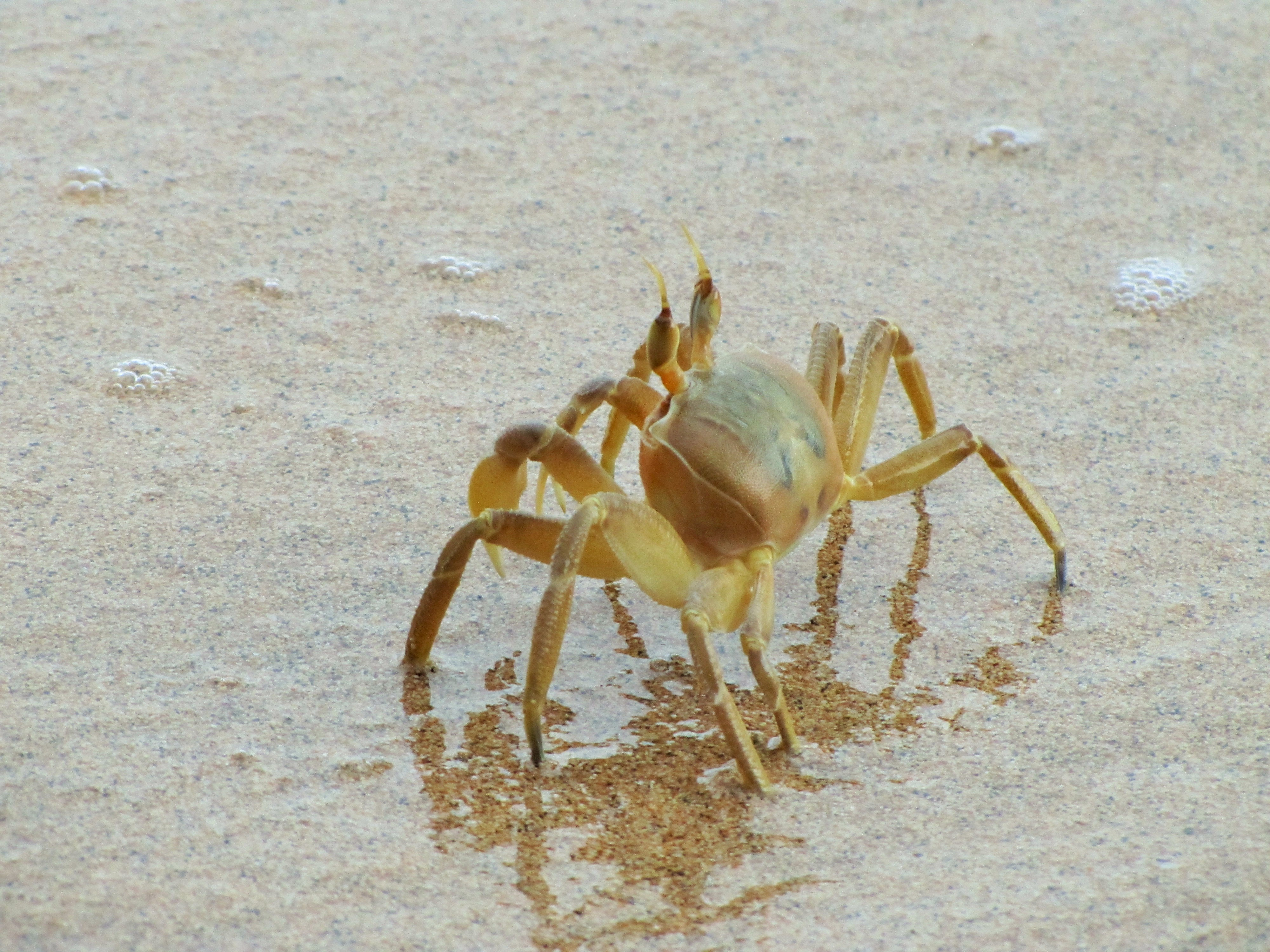
Cangrejo en la playa Inhame

#### Mamíferos
La diversidad de mamíferos es escasa y sólo existe un mamífero terrestre endémico, la musaraña de Santo Tomé. Hay varios murciélagos, entre ellos el recientemente descrito murciélago de cola libre de Santo Tomé. Varios cetáceos, como la ballena jorobada, se encuentran en alta mar y antiguamente se practicaba la caza de ballenas. El hombre ha introducido varias especies, como el mono mona, las ratas y los cerdos asilvestrados.

#### Aves
Al menos 114 especies de aves se han dado en las islas y hay unas 26 endémicas, según la taxonomía. Al menos tres no tienen parientes cercanos y se clasifican en géneros propios, el colicorto de Santo Tomé, el picogordo de Santo Tomé y el zorzal de Dohrn. Entre las aves de las islas se encuentra el mayor pájaro del sol del mundo (el pájaro del sol gigante) y el ibis más pequeño (el ibis oliváceo enano). En algunos de los islotes más pequeños hay grandes colonias de aves marinas. Varias de las aves del país se consideran en peligro de extinción y tres, el ibis oliváceo enano, el fiscal de Santo Tomé y el picogordo de Santo Tomé, están en peligro crítico.

#### Anfibios

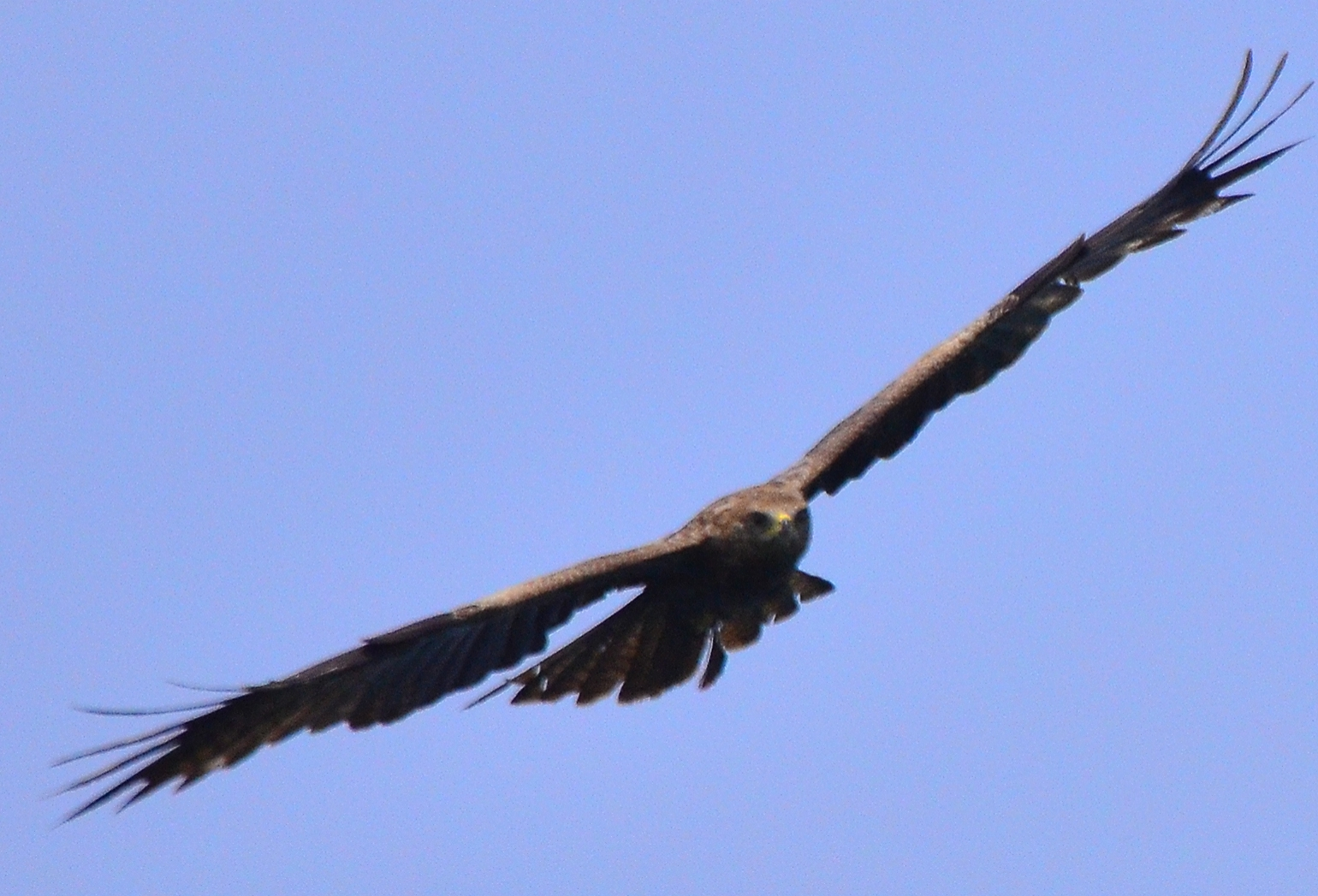
En Santo Tomé y Príncipe se han registrado al menos 114 especies de aves

Hay siete especies de anfibios nativos de Santo Tomé y Príncipe, todos ellos endémicos: seis ranas (Leptopelis palmatus, Hyperolius molleri, H. thomensis, Phrynobatrachus dispar, P. leveleve y Ptychadena newtoni) y un cecilio, la cobra bobo Schistometopum thomense. No se sabe exactamente cómo estas especies (o sus antepasados) consiguieron colonizar las islas, ya que los anfibios suelen tener poca tolerancia al agua del mar. La dispersión por medio de aves o tormentas parece poco probable, especialmente en el caso de la cecilia subterránea. En su lugar, se ha sugerido que la explicación más plausible es el transporte en balsas, con conglomerados flotantes de troncos de árboles, plantas acuáticas de agua dulce e incluso tierra, durante los periodos en los que la salinidad de la superficie del mar era menor. Una posible fuente de balsas y plumas de agua dulce adecuadas es el río Congo.

## Economía

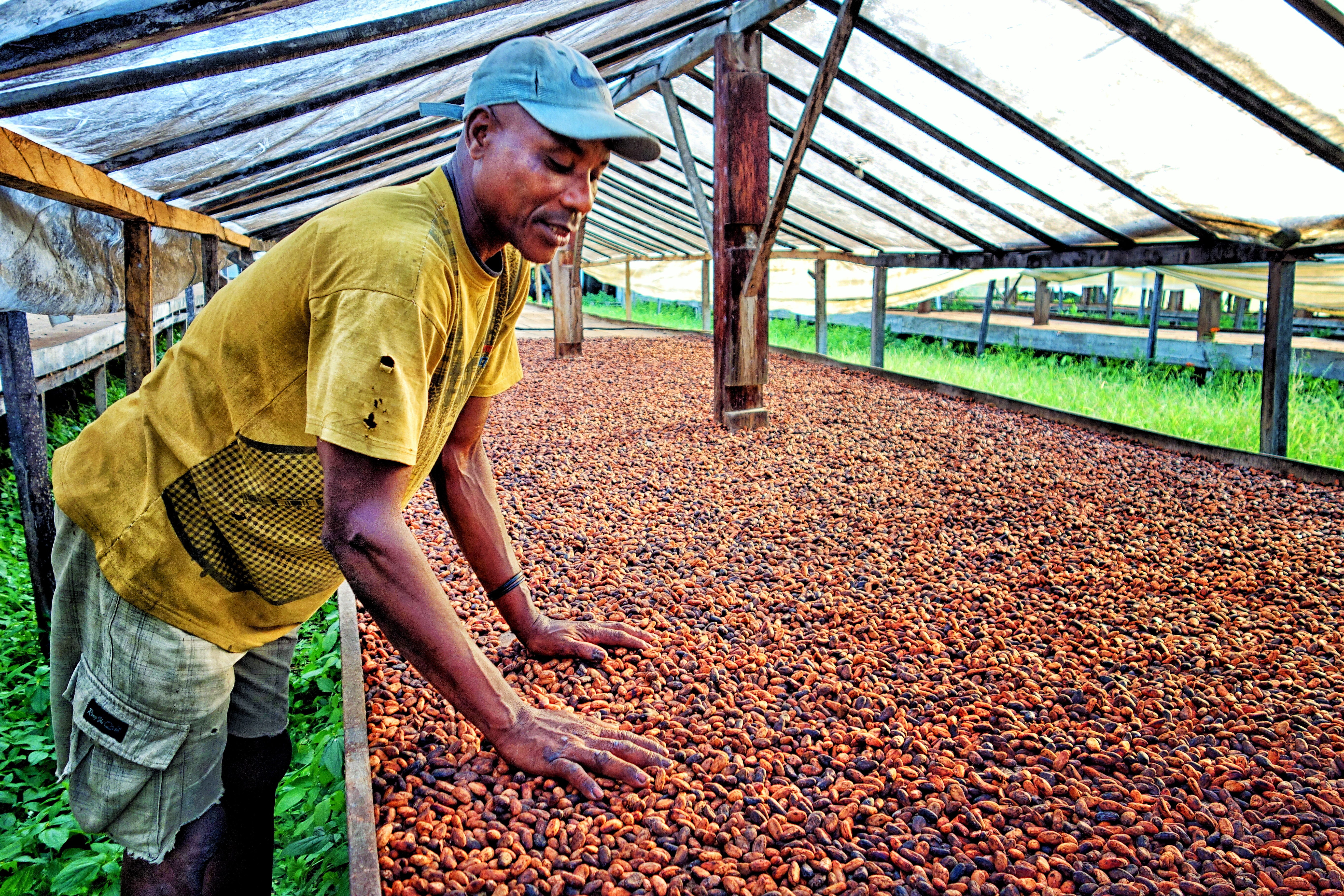
El cacao es uno de los principales productos agrícolas del país

Santo Tomé y Príncipe supera la media del África subsahariana en el Índice de Desarrollo Humano y ha hecho grandes progresos en la mayoría de los indicadores sociales. Todos los niños de Santo Tomé y Príncipe están matriculados en el sistema educativo, la esperanza de vida ha aumentado hasta los 70 años, la tasa de mortalidad infantil ha disminuido drásticamente y la gran mayoría de la población ya tiene acceso al agua corriente y a la electricidad. En cuanto a los negocios, el gobierno de Santo Tomé y Príncipe ha aprobado varias leyes que facilitan la creación de empresas privadas y las inversiones extranjeras. Entre 2015 y 2019 aumentó mucho el número de empresas y pequeños negocios. Este aumento llevó a una disminución del desempleo, un aumento de las exportaciones y la creación de varias manufacturas. En los próximos años se espera un importante aumento económico.

### Agricultura
Desde 1800, la economía de Santo Tomé y Príncipe se basó en la agricultura. En el tiempo de la independencia, las plantaciones que poseían los portugueses ocupaban el 90 % de las tierras cultivables. Después de la independencia, el control de estas plantaciones pasó a varias empresas agrícolas estatales, que se fueron privatizando con el tiempo. El cultivo dominante en Santo Tomé y Príncipe es el cacao, que representa un 95 % de las exportaciones. Otros productos son la copra, palmitos, banana y café.
La producción doméstica es inadecuada para el consumo local, por lo que el país importa parte de esta comida. El gobierno se ha esforzado en los últimos años por expandir la producción alimenticia y otros grandes proyectos, la mayoría de ellos, financiados por donantes extranjeros.

### Turismo
Los paisajes de las islas tienen un potencial atractivo turístico, y el gobierno está tratando de mejorar la infraestructura del lugar, que hasta el momento es precaria. El sector del gobierno representa un 11 % del empleo.

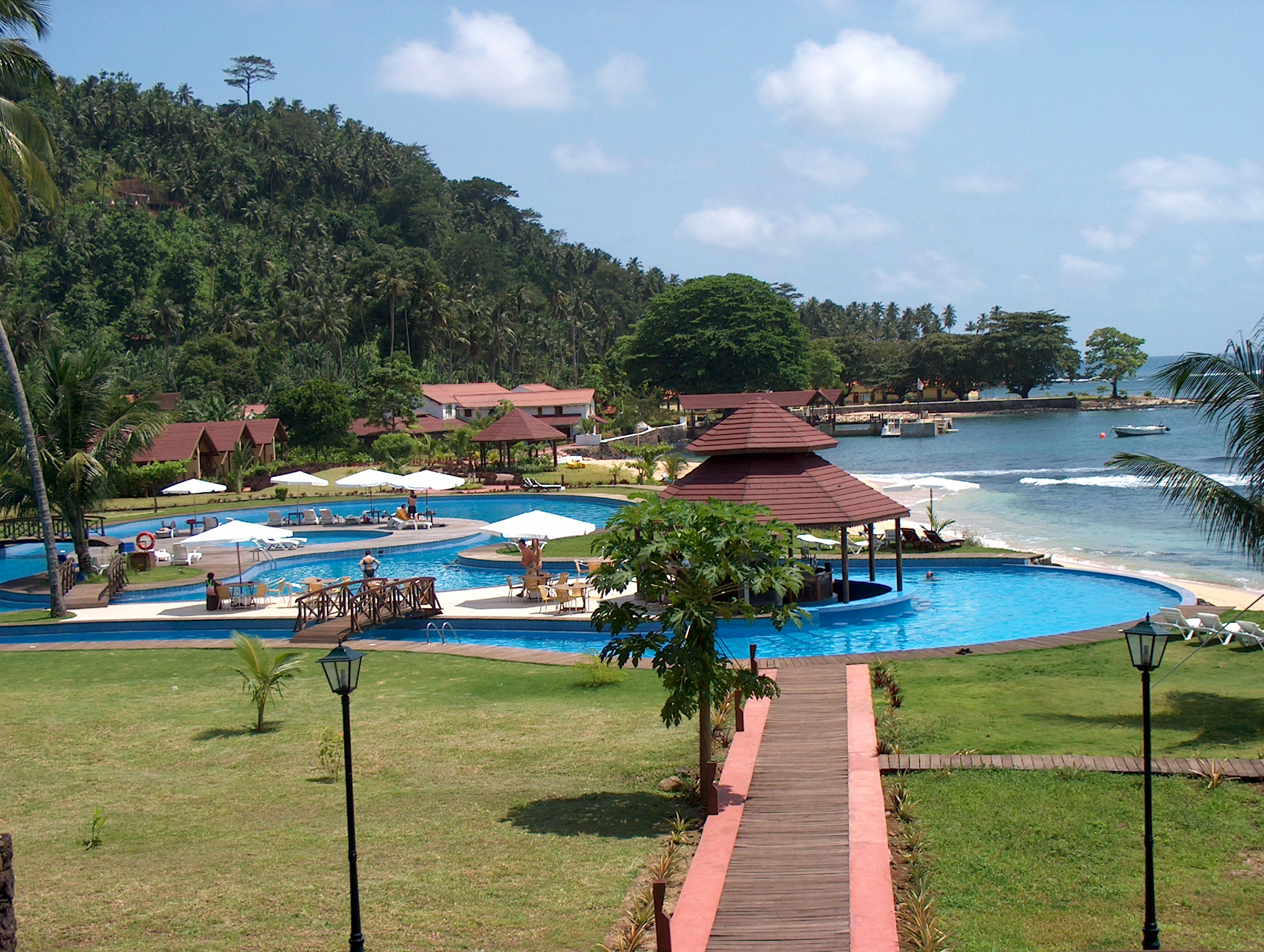
Resort Pestana Equador en Ilhéu das Rolas

Actualmente se está intentando potenciar el turismo, aunque por ahora la existencia de estas islas es prácticamente desconocida para la mayoría de las agencias de viajes no portuguesas.
Tras una inversión de diez millones de dólares del Banco Mundial en el turismo local se anunció la construcción de una escuela de turismo y hostelería en Santo Tomé para principios de 2019.
Ese mismo año, el país fue visitado por 34.900 turistas, lo que supone un aumento del 4,5 % respecto a 2018. Esto supone la continuación de un aumento de las cifras del sector desde mediados de 2010.
Los turistas proceden principalmente de Portugal, Angola, Francia y Alemania. Santo Tomé y Príncipe tiene ocho conexiones aéreas semanales con el extranjero: cinco con Europa y tres con África continental. Los precios oscilan entre 300 y 400 dólares para viajes intercontinentales; 1200 euros desde Europa. Su elevado coste es un problema importante para el desarrollo turístico del país.

### Petróleo
Mediante la venta de concesiones de perforación petrolífera en alta mar en la Zona de Desarrollo Conjunto (ZDC), administrada conjuntamente con Nigeria, Santo Tomé y Príncipe recibe el 40 % de los ingresos, mientras que Nigeria recibe el 60 %.

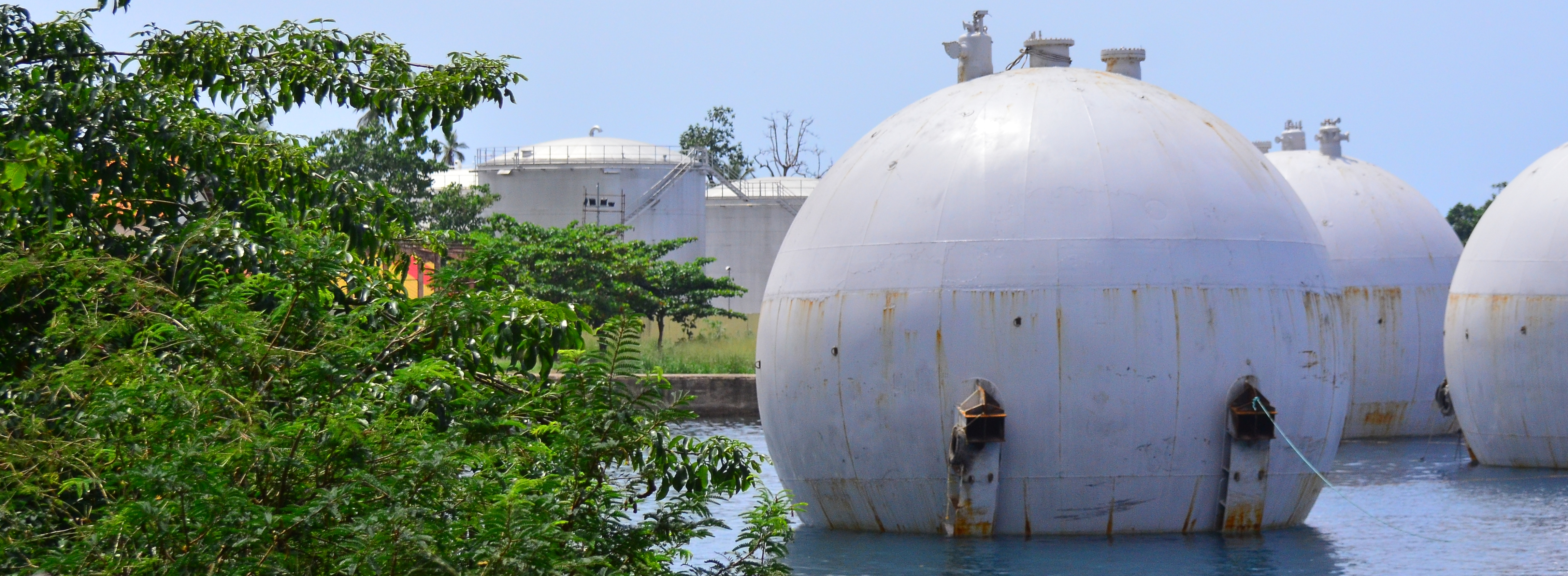
Infraestructura petrolera y gasífera en Neves, Santo Tomé y Príncipe

En la década de 1990, los geólogos sospechaban que había unos once mil millones de barriles de petróleo debajo y alrededor de las islas. Para los periodistas y científicos -según Bartholomäus Grill en Die Zeit en 2003- el Estado insular es considerado un "Brunéi negro" o un "segundo Kuwait" y cuenta con 4000 millones de barriles de reservas de petróleo. Según el Instituto Alemán de Estudios Globales y de Área, en 2006 se había detectado petróleo de hasta mil millones de barriles en las profundidades marinas de Santo Tomé y Príncipe.
En 2001, Santo Tomé y Nigeria llegaron a un acuerdo para la exploración conjunta en busca de petróleo de las aguas reclamadas por ambos países en la provincia del delta del río Níger. Después de una larga serie de negociaciones, en abril de 2003, la zona de desarrollo conjunto (JDZ, Joint Development Zone) se abrió para las ofertas de las empresas petroleras internacionales.
En 2003, la empresa Chevron ofreció un anticipo de 49,2 millones de dólares para estudiar los bloques de exploración. La empresa petrolera Total también solicitó derechos sobre el primero de los nueve bloques de exploración. Sin embargo, no se perforó ningún pozo de prueba porque la empresa dudaba de que tuviera éxito.
En el futuro se espera una producción de petróleo y gas en alta mar. La situación geoestratégica de África Occidental, considerada como el futuro de las perforaciones, puede haber dado lugar a la primera carrera política petrolera entre la República Popular China y Estados Unidos. Ambas están intensificando sus esfuerzos diplomáticos para obtener derechos de exploración y perforación para empresas relacionadas. En este contexto, Estados Unidos parece estar interesado en establecer una base naval en Santo Tomé.
Santo Tomé y Príncipe no es miembro de la Organización Mundial del Comercio (OMC), pero tiene estatus de observador y ha solicitado su adhesión.

### Industria
En 2008, las actividades industriales representaron el 14% del PIB. Santo Tomé y Príncipe produce aceite de palma, aceite de palmiste, copra, cerveza y jabón. Una parte de la población también trabaja en el sector de la construcción y en la producción de electricidad.
Las sospechas de corrupción han plagado las negociaciones para nuevas inversiones y el país ha solicitado acogerse a la Iniciativa para la Transparencia de las Industrias Extractivas (ITIE).

### Otros sectores
Además de la agricultura, la principal actividad económica es la pesca y pequeñas industrias del sector alimenticio. 

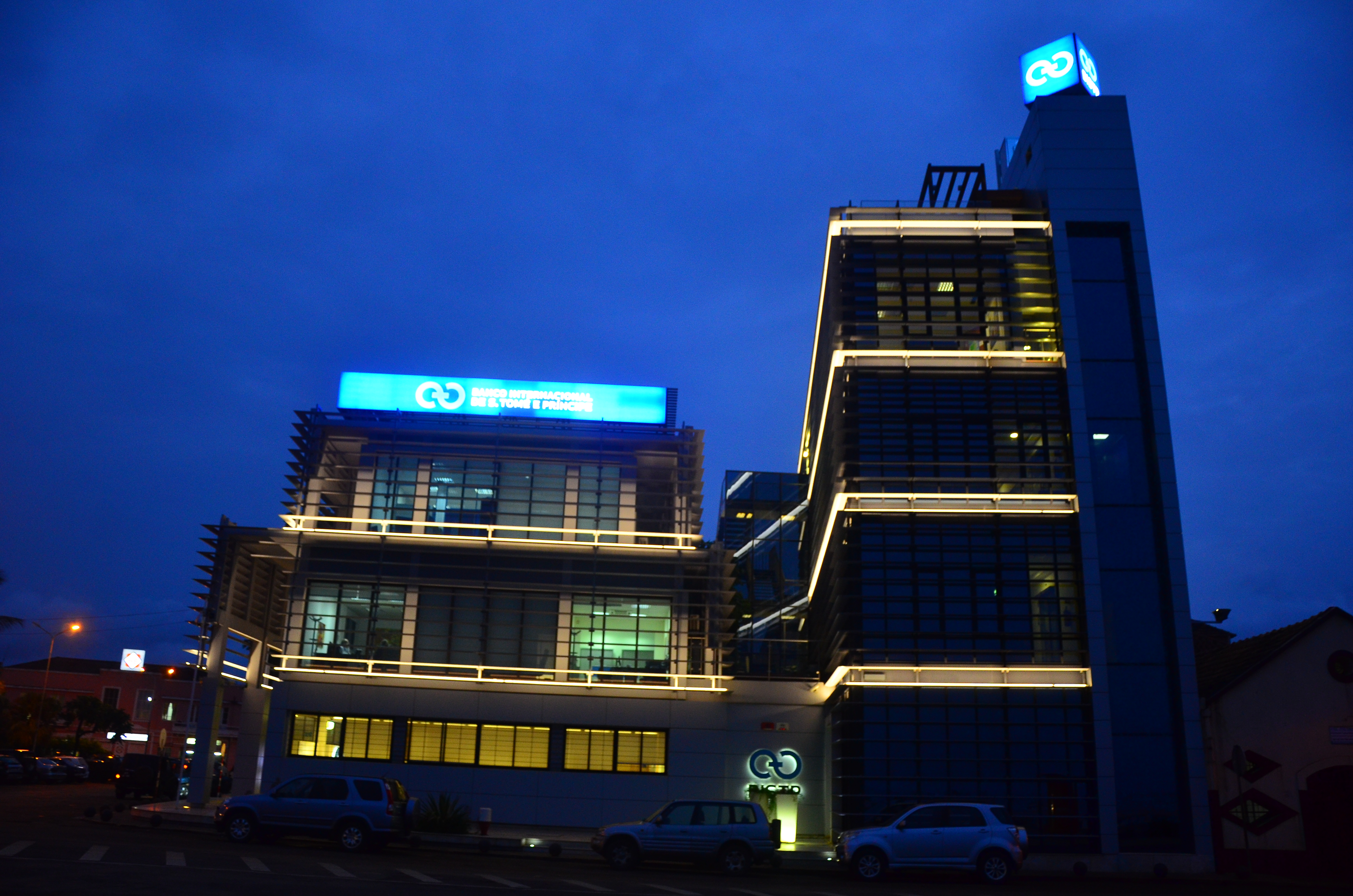
Banco Internacional de Santo Tomé y Príncipe

Después de la independencia, el país ha centralizado su economía y la mayoría de los medios de producción son y están controlados por el Estado. La Constitución garantiza una economía mixta, con cooperativas privadas combinadas con propiedad y medios de producción pública. En las décadas de 1980 y los 1990, la economía de Santo Tomé atravesó grandes dificultades. La economía se vio estancada, y las exportaciones de cacao cayeron tanto en valor, como en volumen, creando grandes déficits. Los esfuerzos por redistribuir las tierras para la plantación resultaron en un descenso de la producción del cacao. Al mismo tiempo, los precios internacionales del cacao cayeron.
En respuesta a la crisis económica, el gobierno llevó a cabo una serie de reformas. En 1987, se implementó un programa de ajuste del Fondo Monetario Internacional (FMI) y se invitó a capitales privados a participar en actividades relacionadas con la agricultura, el comercio, los bancos y el turismo. Las reformas de los noventa se centraron en la privatización, especialmente en la agricultura y los sectores industriales.
El gobierno santotomense viene obteniendo ayuda extranjera de varios donantes, incluido el Programa de las Naciones Unidas para el Desarrollo, el Banco Mundial, la Unión Europea, Portugal, Taiwán, y el Banco de Desarrollo Africano. En abril de 2000, el FMI aprobó una reducción de la pobreza e instalación del crecimiento para Santo Tomé que tenía como resultado reducir la inflación a un 3 % en 2001, provocar un crecimiento de la economía del 4 % y reducir el déficit fiscal. A finales de 2000, el país fue reconocido por su significante reducción en su deuda.
La emisión de sellos postales, principalmente destinada al coleccionismo filatélico, es también una importante fuente de ingreso para su economía.

### Medidas gubernamentales
En los años ochenta y noventa, la economía de Santo Tomé atravesó grandes dificultades. El crecimiento económico se estancó, y las exportaciones de cacao cayeron tanto en valor como en volumen, creando grandes déficits en la balanza de pagos. Las tierras de plantación fueron confiscadas, lo que provocó el colapso total de la producción de cacao. Al mismo tiempo, el precio internacional del cacao se desplomó.

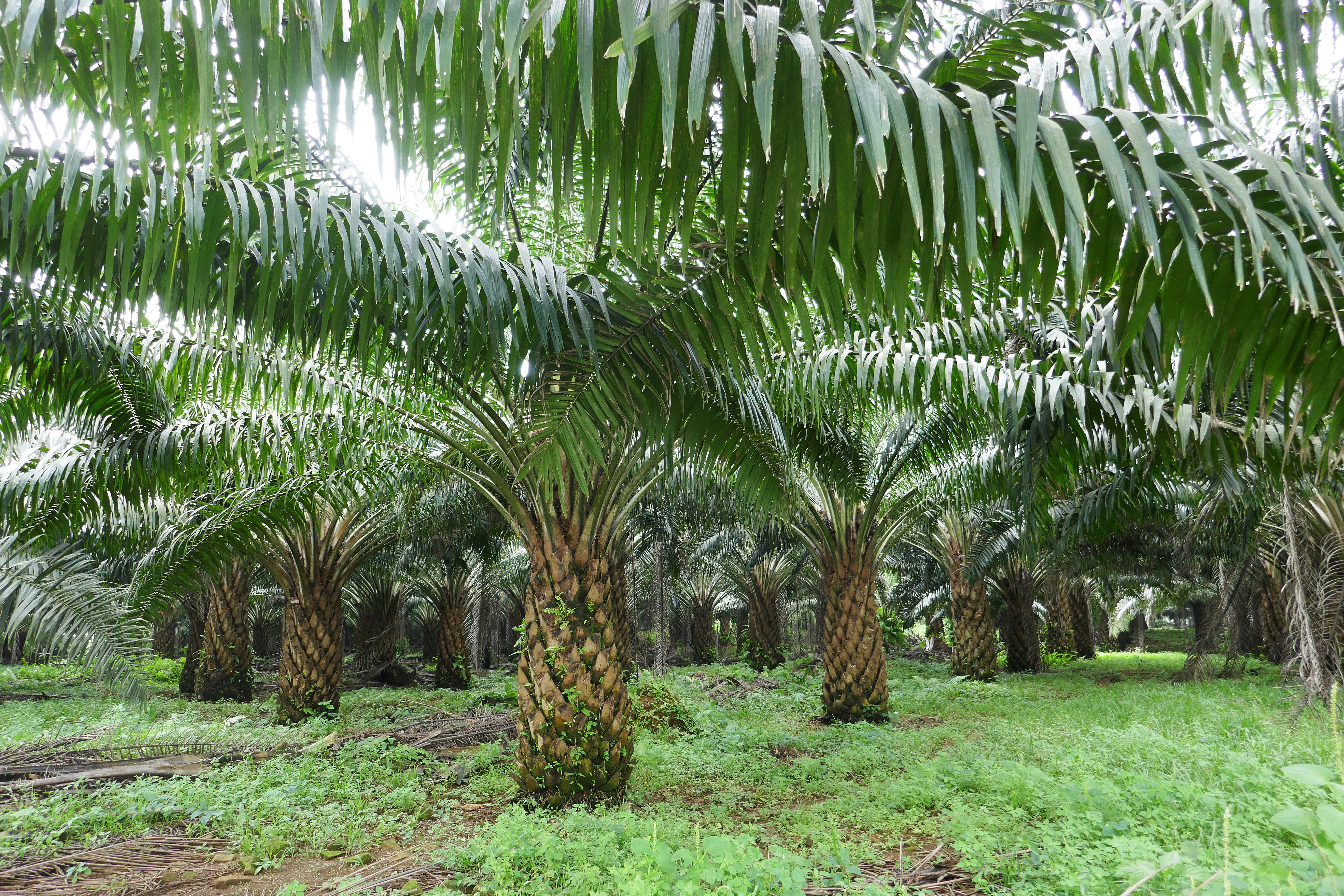
Plantaciones de Palmeras en Ribeira Peixe

En respuesta a la recesión económica, el gobierno emprendió una serie de reformas económicas de gran alcance. En 1987, el gobierno puso en marcha un programa de ajuste estructural del Fondo Monetario Internacional, e invitó a una mayor participación privada en la gestión de los organismos paraestatales, así como en los sectores agrícola, comercial, bancario y turístico. Desde principios de los años 90, la reforma económica se ha centrado en la privatización generalizada, especialmente de los sectores agrícola e industrial estatales.
El gobierno de Santo Tomé y Príncipe ha obtenido tradicionalmente ayuda exterior de varios donantes, como el Programa de Desarrollo de la ONU, el Banco Mundial, la Unión Europea, Portugal, Taiwán y el Banco Africano de Desarrollo. En abril de 2000, en asociación con el Banco Central de Santo Tomé y Príncipe, el FMI aprobó un servicio de reducción de la pobreza y crecimiento para Santo Tomé, destinado a reducir la inflación al 3 % en 2001, aumentar el crecimiento ideal al 4 % y reducir el déficit fiscal.
A finales de 2000, Santo Tomé se benefició de una importante reducción de la deuda en el marco de la iniciativa del FMI y el Banco Mundial para los países pobres muy endeudados. La reducción está siendo revaluada por el FMI, debido al intento de golpe de Estado de julio de 2003 y el consiguiente gasto de emergencia. Tras la tregua, el FMI decidió enviar una misión a Santo Tomé para evaluar el estado macroeconómico del país. Esta evaluación está en curso, al parecer a la espera de la legislación sobre el petróleo para determinar cómo gestionará el gobierno los ingresos petroleros entrantes, que aún están mal definidos, pero que en cualquier caso se espera que cambien la situación económica de forma drástica.
Paralelamente, se han realizado algunos esfuerzos para incentivar las iniciativas turísticas privadas, pero su alcance sigue siendo limitado.
Santo Tomé también alberga una emisora de la Oficina Internacional de Radiodifusión Americana para la Voz de América en Pinheira.
Portugal sigue siendo uno de los principales socios comerciales de Santo Tomé, especialmente como fuente de importaciones. Los alimentos, los artículos manufacturados, la maquinaria y el material de transporte se importan principalmente de la UE.

### Retos económicos
En los últimos años, la economía de Santo Tomé y Príncipe ha crecido, impulsada por la agricultura, el turismo y las inversiones extranjeras, pero sobre todo por el gasto público impulsado por los préstamos extranjeros. El producto interior bruto (PIB) creció a una tasa media del 5,5 % entre 2009 y 2017, pero se ha ralentizado desde 2014. La desaceleración del crecimiento económico fue causada por un menor gasto del gobierno debido a la disminución de los préstamos extranjeros y la disminución de los ingresos de los impuestos del gobierno.

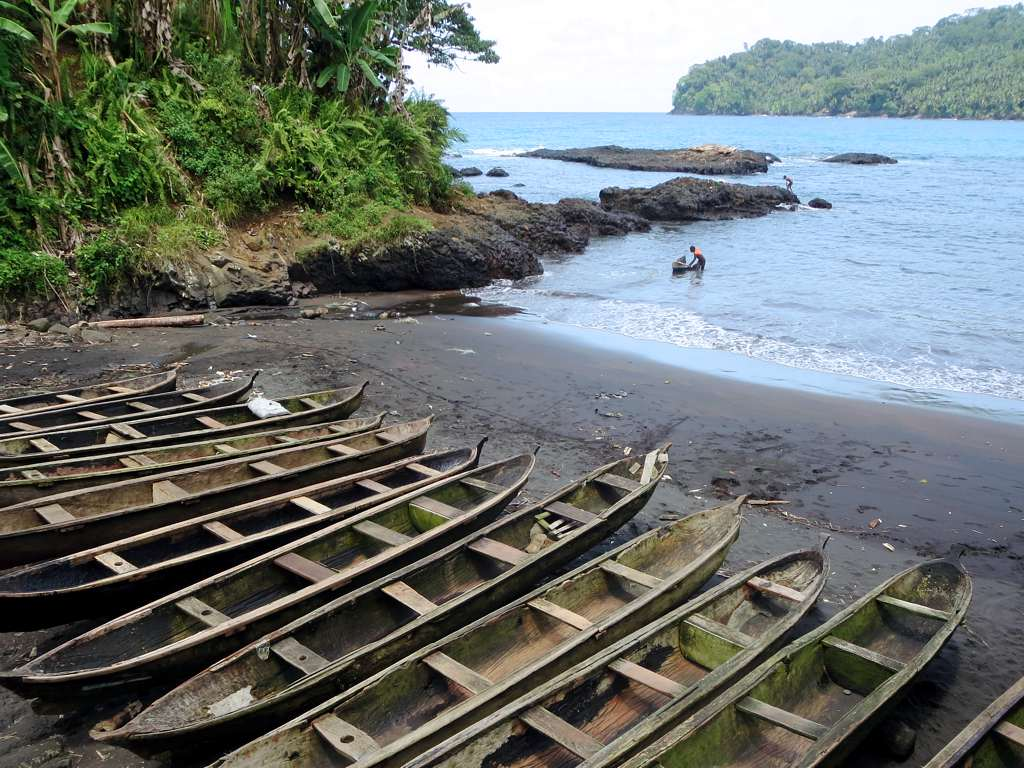
Canoas de pescadores locales

Los mayores desafíos para la economía de Santo Tomé y Príncipe son la escasa mano de obra, el hecho de que Santo Tomé y Príncipe sea un archipiélago, el pequeño mercado interno, las fluctuaciones climáticas, el calentamiento global, los escasos recursos diplomáticos y la reducción de la pobreza.
Para lograr un crecimiento económico a largo plazo, el gobierno intenta estimular varios sectores de la economía, diversificar la economía, recortar el gasto público y fomentar la inversión del sector privado y del extranjero.

### Exportaciones
En 2018, las exportaciones de Santo Tomé y Príncipe ascendieron a 24 millones de euros, lo que supone un aumento del 118 % en 5 años, ya que en 2013 las exportaciones de Santo Tomé y Príncipe sólo ascendían a 11 millones de euros. La mitad de las exportaciones de Santo Tomé y Príncipe son granos de cacao. Una quinta parte de las exportaciones son máquinas eléctricas. Otras exportaciones considerables son piezas de aviones, coches, hierro, plásticos, productos agrícolas (pimienta, aceites, frutos secos y carne de vacuno).
Los principales destinos de las exportaciones de Santo Tomé y Príncipe son Europa, donde destacan los Países Bajos (19 %), Portugal (14 %), Polonia (13 %), Francia (7 %) y Alemania (6 %). Otros compradores importantes son Singapur, Japón, Brasil y Estados Unidos.
En los últimos diez años, los países en los que más aumentó el valor de las exportaciones fueron Portugal, Polonia, Brasil y los Países Bajos. Hubo una fuerte disminución de las exportaciones de Santo Tomé y Príncipe a Angola, México y la India.

### Importaciones
En 2018, las importaciones a Santo Tomé y Príncipe ascendieron a 161 millones de euros. Desde 2013, las importaciones han ido disminuyendo, aunque a un ritmo lento, ya que en 2013 las importaciones ascendieron a 167 millones de euros. Una quinta parte de las importaciones a Santo Tomé y Príncipe correspondió a petróleo refinado (principalmente de Angola). Otras importaciones importantes, por orden de importancia, fueron los automóviles, el arroz, los cereales, el vino, los equipos electrónicos, los productos químicos, la ropa, la carne, los equipos médicos y la madera.

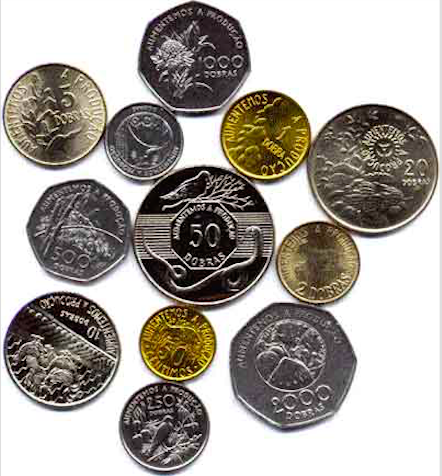
Monedas de Santo Tomé y Príncipe

Alrededor del 51 %, más de la mitad de las importaciones de Santo Tomé y Príncipe provienen de Portugal. Una quinta parte de las importaciones procede de Angola, alrededor de un 6 % de China, un 4 % de Estados Unidos, un 4 % de Brasil, un 2% de Gabón y un 2 % de Francia.
En los últimos 10 años, el valor de las importaciones aumentó más desde los países de Portugal, Angola y China. Hubo un fuerte descenso de las importaciones procedentes de Tailandia, Italia y Nigeria.
Santo Tomé y Príncipe importa de Portugal sobre todo máquinas, principalmente generadores eléctricos y ordenadores, y alimentos, principalmente vino, trigo, arroz, leche y aceite de soja. Además, Santo Tomé y Príncipe también importa de Portugal cantidades considerables de automóviles, jabón y hierro. Portugal compra principalmente chatarra, cobre, cacao y ropa.

## Demografía
La población del archipiélago es de 210 240 habitantes en el año 2020.

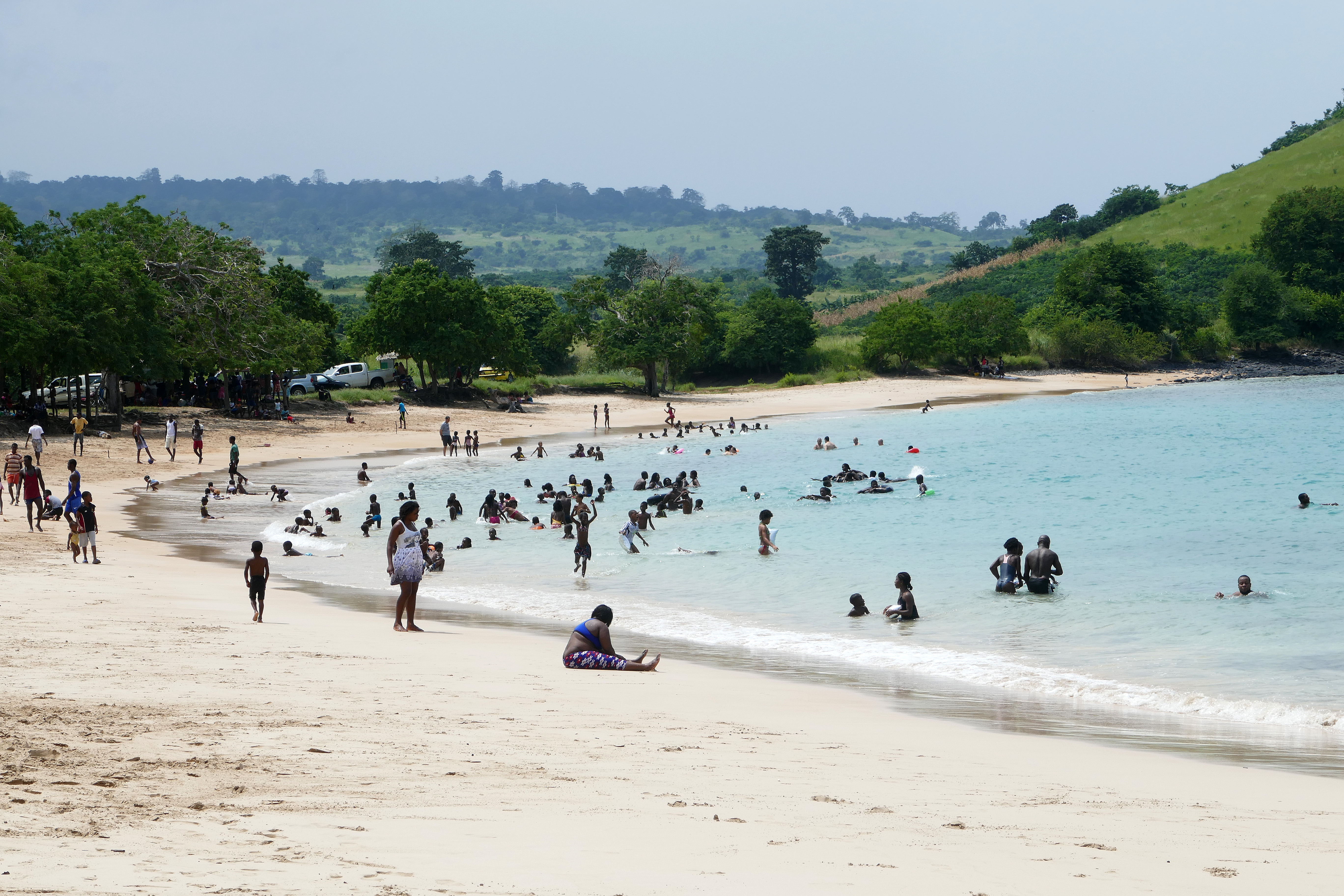
Pobladores de la Isla de Santo Tomé disfrutando de un día de playa

Todos son descendientes de emigrantes que llegaron a las islas desde 1485. El primer poblamiento exitoso (forzoso) se hizo con judíos sefardíes españoles por orden del rey Juan II de Portugal. Casi toda la población vive en la isla de Santo Tomé, mientras que el resto de las islas, incluida Príncipe, no suma más de 10 000 habitantes. Existe un importante flujo emigratorio hacia el exterior, siendo Portugal y Brasil los principales destinos de los emigrantes santotomenses, debido principalmente a lazos históricos y a la pertenencia de la lusofonía.

### Grupos étnicos
Se pueden encontrar los siguientes:
- Mestizos (en portugués: Mestiços), descienden de los colonizadores portugueses y de los esclavos africanos, los cuales llegaron a las islas en los primeros años de asentamiento humano. Proceden de países como Benín, Gabón, la República del Congo, la República Democrática del Congo o Angola. Estas personas son conocidas como filhos da terra o "hijos de la tierra".
- Angolares, son descendientes de esclavos angoleños, los cuales sobrevivieron a un naufragio en el 1540.
- Forros, descienden de los esclavos liberados, cuando la esclavitud fue abolida.
- Serviçais, son aquellos que tienen contratos de trabajo. Proceden de Angola, Mozambique y Cabo Verde. Viven temporalmente en las islas.
- Tongas, son los hijos de los  serviçais que nacen en las islas.
- Europeos, siendo la mayoría portugueses.
- Asiáticos, principalmente son chinos. Incluyen a los macaenses.

### Ciudades principales
La capital, Santo Tomé, tiene unos 53 300 habitantes. San Antonio de Príncipe, que es la localidad más importante de su isla, 8000.

## Educación
La educación es obligatoria en Santo Tomé y Príncipe durante cuatro años. El ratio de ingreso y de asistencia de la educación primaria no estaban disponibles en Santo Tomé y Príncipe en el 2001.

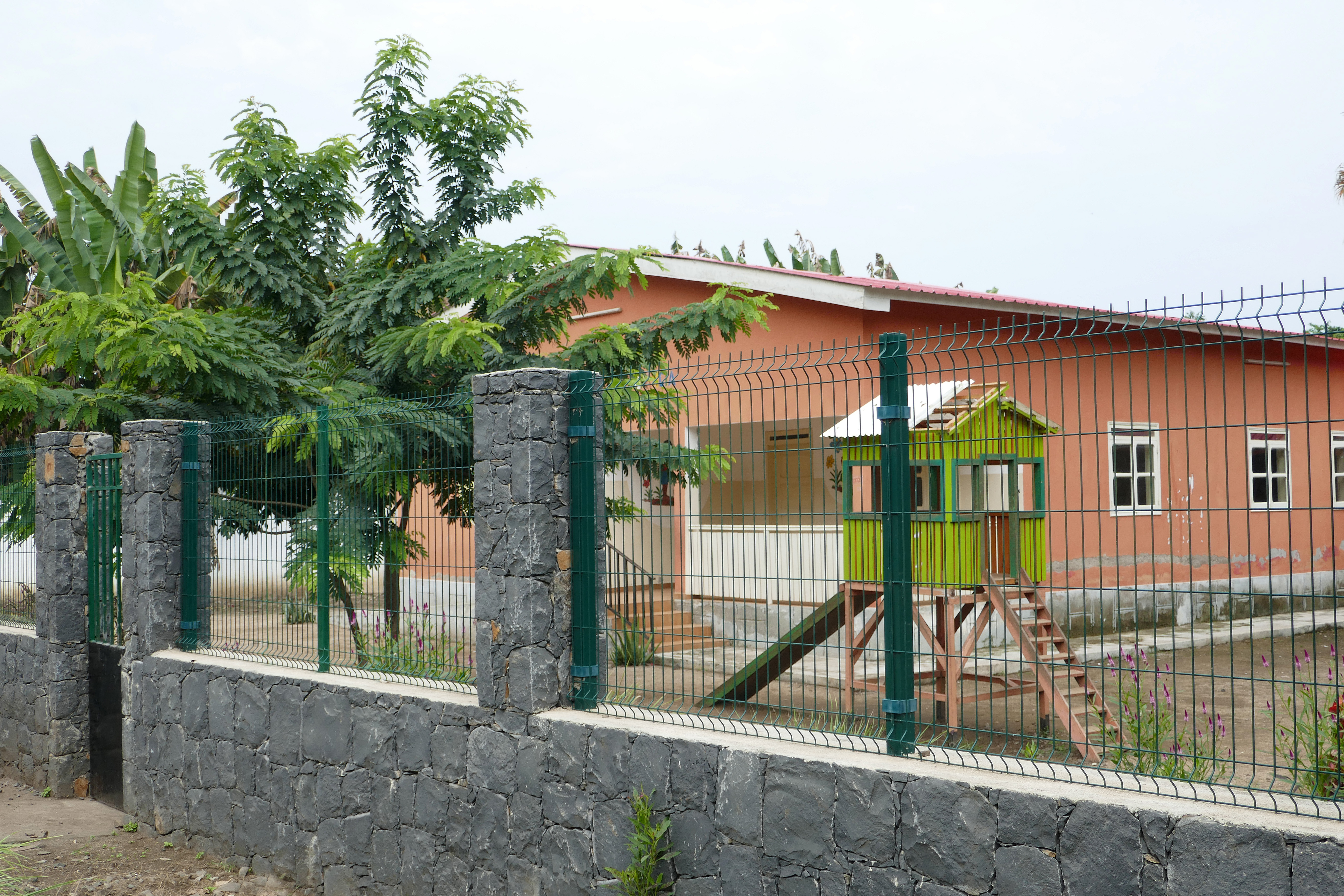
Jardín de Infancia en Fernão Dias (Santo Tomé)

El sistema educativo tiene carencias en las aulas, los profesores no están bien preparados y tienen un salario bajo, los libros de texto y los materiales no son los adecuados, hay unas altas tasas de repetición de curso, no hay una planificación educativa adecuada, y también se encuentra una falta de implicación de la comunidad en el desarrollo de la educación. Hay una falta de financiación doméstica en el sistema educativo, por lo que tiene una gran dependencia de fondos extranjeros.
Hay instituciones de educación superior, las cuales son el Liceo Nacional y la Universidad de Santo Tomé y Príncipe.

## Salud
La malaria ha resurgido en Santo Tomé y Príncipe en 2010, pero se desconoce el motivo exacto. La esperanza de vida en las mujeres al nacimiento es de 65,1 años, mientras que en hombres es de 62,8. Los datos son correspondientes al año 2010.
Según la OMS, en Santo Tomé y Príncipe se da la mayor proporción de anemia ferropénica en relación con su población a nivel mundial.
En cuanto al personal existente, hay un equipo médico de siete doctores procedentes de Cuba, así como enfermeros y otros trabajadores sanitarios. Se encuentran principalmente en la isla de Santo Tomé, y acuden ocasionalmente a la isla de Príncipe.
El gasto gubernamental de sanidad per cápita fue de 90,73 $ en 2009.

## Cultura

### Religión

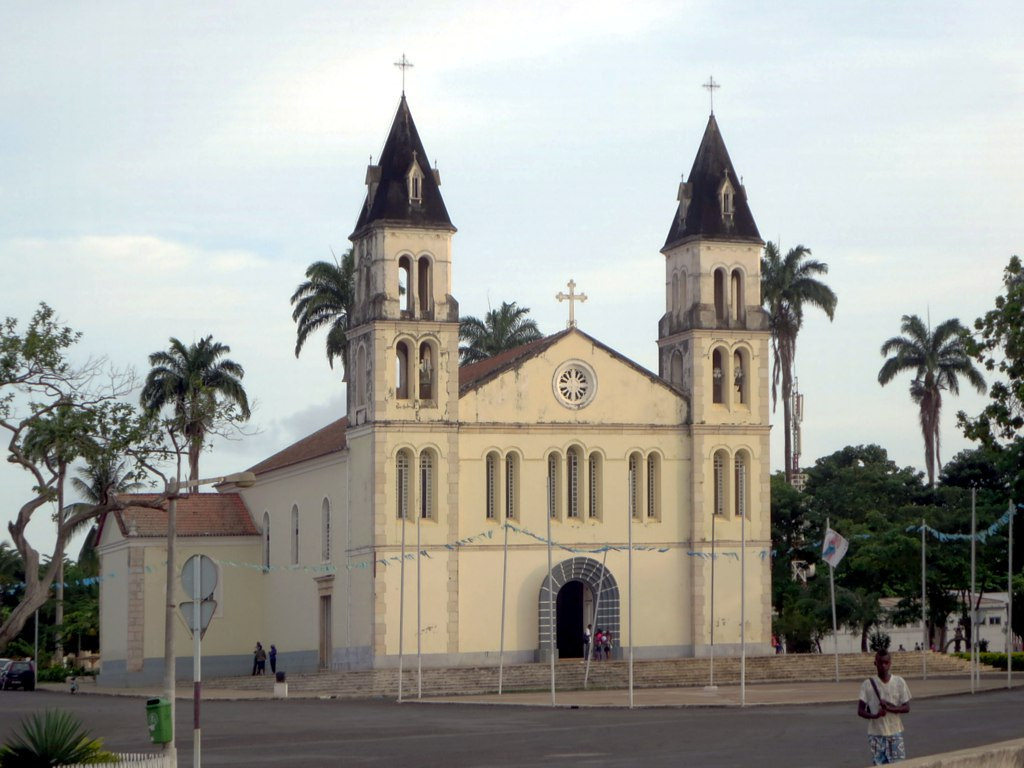
Catedral de Nossa Senhora da Graça en São Tomé

La religión en Santo Tomé y Príncipe es bastante diversa, resultado directo de las diferentes culturas presentes en el país. La Constitución establece la libertad de conciencia, de religión y de culto, y el Estado es laico. Los grupos religiosos deben estar registrados en los organismos gubernamentales. La mayoría de la población profesa el cristianismo, legado del pasado colonial portugués. Los principales grupos religiosos son los cristianos, con un 77,5 % de la población (70 % de la Iglesia católica, 3 % evangélicos, otros cristianos 4 %), mientras que otras religiones representan el 3 % de la población y el 19% son agnósticas o ateas. Según otras fuentes, el 85 % son católicos, el 12 % son de diversos grupos protestantes y menos del 2 % musulmanes.
En 1469, los marineros portugueses descubrieron una isla desierta en el golfo de Guinea, cerca del ecuador, que fue bautizada como São Tomé. El 17 de enero de 1472 se descubrió la isla vecina, que pasó a llamarse Ilha do Príncipe (isla del Príncipe). El asentamiento en la isla de Santo Tomé comenzó en 1493, cuando Álvaro de Caminha recibió la isla de manos del rey João II. Durante la Inquisición, los judíos portugueses fueron enviados a la isla, como convictos o inmigrantes y Caminha recibió un privilegio especial para comprar esclavos para el desarrollo de la isla. 
La isla del Príncipe estaba igualmente habitada en 1500. Los portugueses difundieron el catolicismo, siendo la primera denominación cristiana en llegar a las islas. El 31 de enero de 1533, el papa Clemente VII creó el obispado de Santo Tomé y Príncipe, cuya jurisdicción se extendió a los católicos de Angola y Mozambique desde 1534 hasta 1842. En 1960, había 2888 protestantes, 9888 paganos y 56 000 católicos en las islas. Tras obtener la independencia el 12 de julio de 1975, se anunció que el catolicismo era la religión del Estado, quedando prohibidas las demás confesiones cristianas u otras religiones. En 1990 se declaró la libertad de religión. En la última década se ha intensificado la inmigración de musulmanes procedentes de Nigeria y Camerún.

### Idiomas
A pesar de que es un país pequeño, se hablan cuatro idiomas nacionales. La lengua oficial es el portugués (hablado por el 95 % de la población), y los criollos portugueses; a ella se suman tres lenguas criollas, el forro (hablado por el 85 % de los habitantes), el angolar (3 %) y el principense (0,1 %). El país es miembro de la Comunidad de Países de Lengua Portuguesa. Debido a su cercanía con Gabón, así como por ser miembro de la Francofonía, en Santo Tomé y Príncipe se ha desarrollado un paulatino interés por aprender francés.

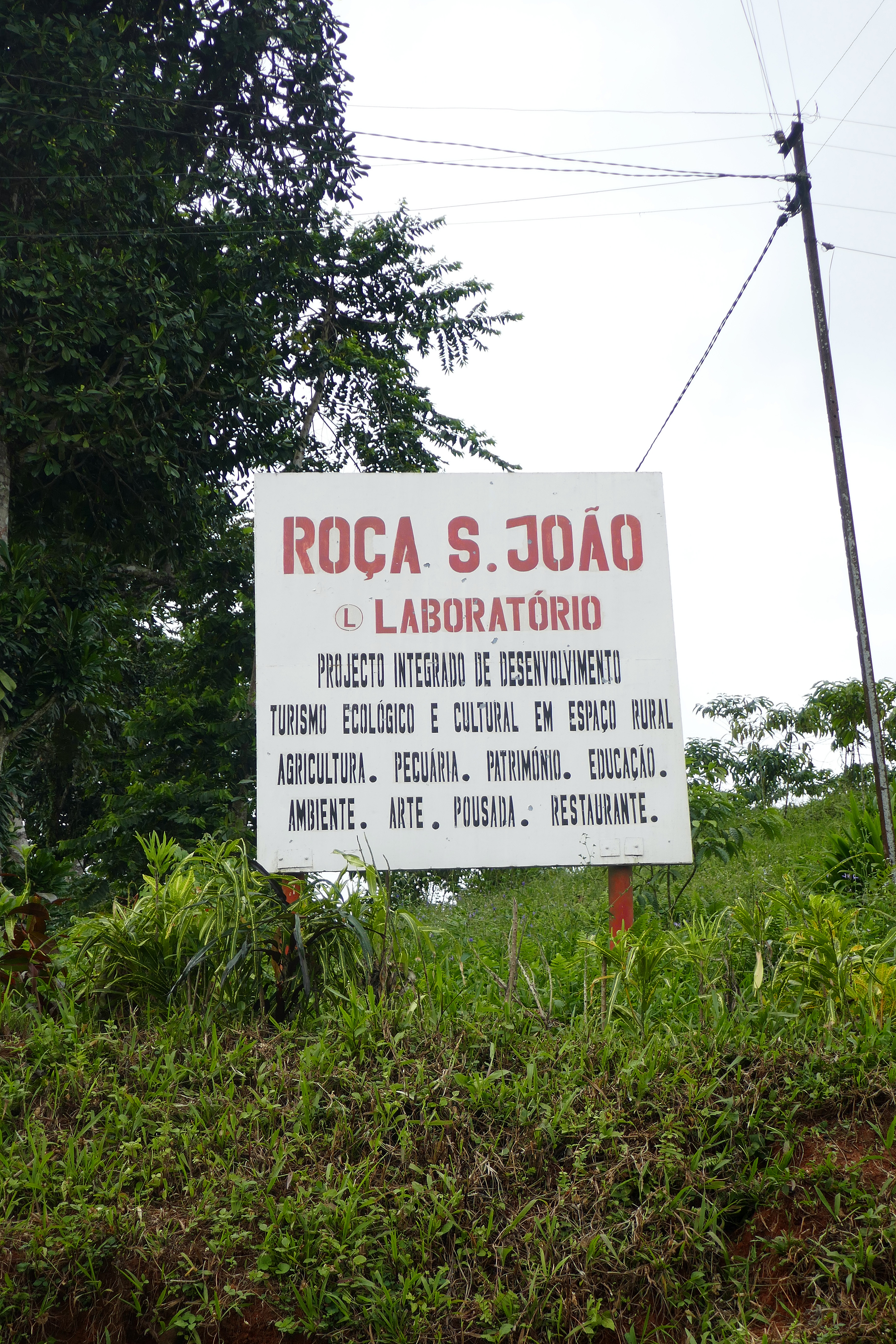
Aviso escrito en portugués en la isla de Santo Tomé.

El santotomense, santomense o forro (también conocido como santomé) es una lengua nacional de Santo Tomé y Príncipe, hablada en toda la isla de Santo Tomé excepto en el extremo sur.
Al ser una lengua criolla de base portuguesa, el santotomense se diferencia mucho de los criollos de Guinea-Bissau, Senegal, Gambia y Cabo Verde. El sustrato de São Tomense se basa principalmente en las lenguas cuecas habladas en Costa de Marfil, Ghana, Togo, Benín y Nigeria.
Comparte un 77 % de similitud léxica con el príncipe (o lunguyè), un 70 % con el angolar y un 62 % con el anobonés (o fa d'ambu) de la isla vecina de Annobon (Guinea Ecuatorial).
El santotomense es la lengua utilizada en los contactos sociales en casi toda la isla de Santo Tomé, hablada inicialmente por los esclavos liberados o forros. La mayoría de los hablantes de São Tomense también hablan portugués.
El angolar (también conocido como ngolá) es otra de las lenguas nacionales de Santo Tomé y Príncipe. Se habla en el extremo sur de la isla de Santo Tomé, principalmente en los alrededores del pueblo de São João dos Angolares, en el distrito de Caué.
Se estima que entre 3 y el 6 % de la población del país lo emplea.

### Música
Los santotomenses son conocidos por los ritmos ússua y socopé, mientras que en Príncipe se da el ritmo dêxa. Los bailes de salón portugueses pueden haber desempeñado un papel fundamental en el desarrollo de estos ritmos y sus danzas asociadas.
El tchiloli es un espectáculo de danza musical que cuenta una historia dramática. El danço-congo es también una combinación de música, danza y teatro.
Los padrinos de la música popular de Santo Tomé fueron el grupo Leoninos, fundado en 1959 por Quintero Aguiar. El grupo era muy conocido como portavoz del pueblo de Santo Tomé y Príncipe, y era defensor de su cultura. Leoninos fue prohibido por la radio portuguesa después de lanzar "Ngandu", que criticaba a los colonialistas portugueses.
Leoninos se disolvió en 1965, pero le siguió Os Úntués, liderado por Leonel Aguiar, que añadió influencias musicales estadounidenses, argentinas, congoleñas y cubanas, e introdujo la guitarra eléctrica y otras innovaciones. La música popular de las islas comenzó a diversificarse, con grupos como Quibanzas y África Negra. Entre estos grupos estaba Mindelo, que fusionó los ritmos locales con la rebita, un estilo angoleño, para formar la puxa.
A finales del siglo XX, cantautores como Zarco y Manjelegua encontraron un público nacional, y músicos santotomesinos-portugueses como Camilo Domingos, Juka, Filipe Santo, Açoreano, Gapa establecieron una escena en Lisboa.
La música pop angoleña se llama Kizomba y nació de la música Zouk. La kizomba cuenta con un número bastante elevado de artistas que cantan tanto en inglés como en portugués

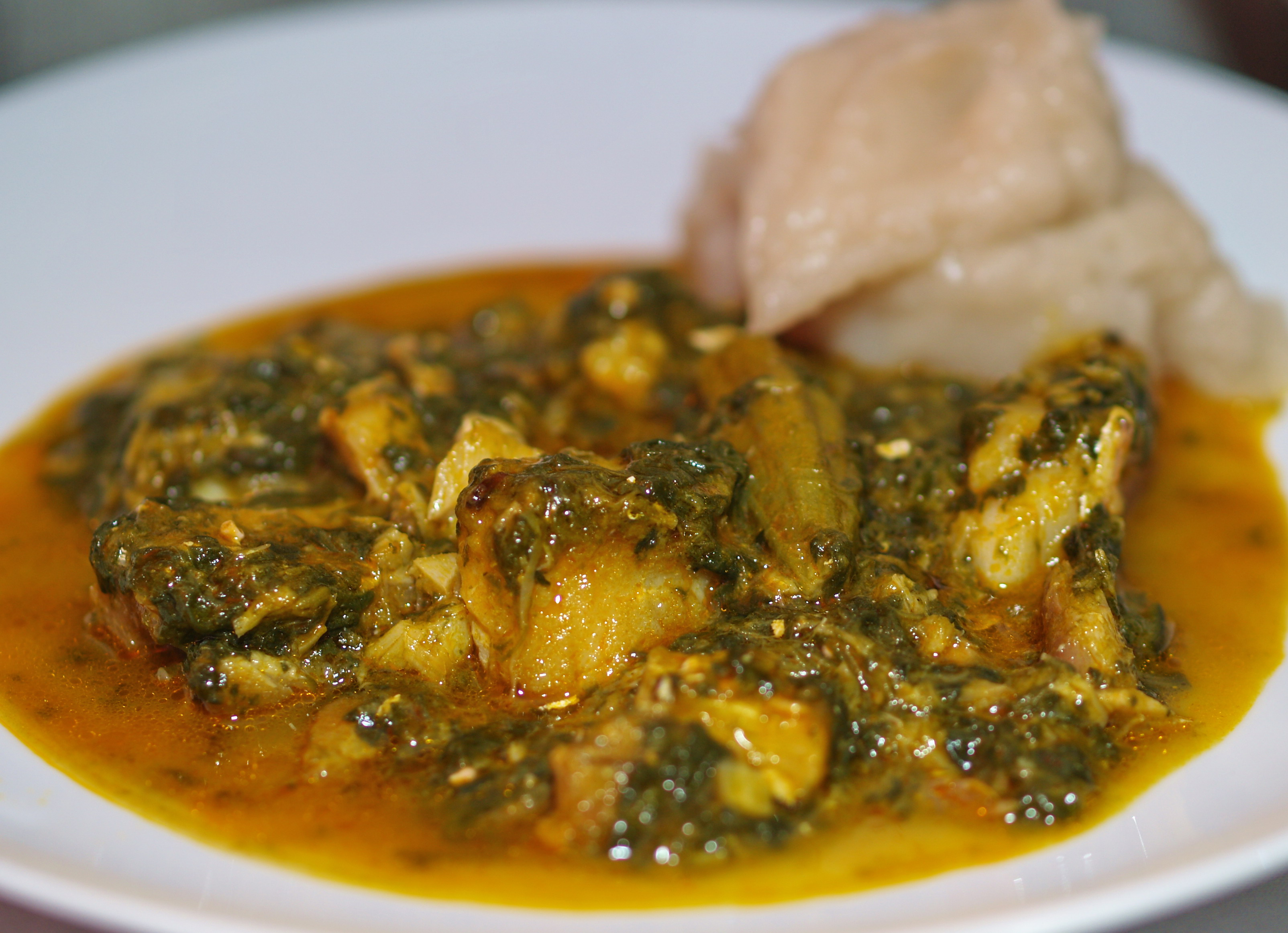
El calulu de pescado, un plato típico de Santo Tomé y Príncipe

### Gastronomía
Los alimentos básicos incluyen pescado, productos del mar, habas, maíz y banana cocida. Las frutas tropicales, como la piña, el aguacate y las bananas, son importantes en la gastronomía. El uso de especias calientes es abundante en la cocina santotomense. El café se utiliza en distintos platos como especia o condimento. Los desayunos son restos recalentados del almuerzo del día anterior, y las tortillas son populares.
La producción nacional de alimentos es insuficiente para satisfacer el consumo local, por lo que el país importa gran parte de sus alimentos. En 1997, se estimó que el 90 % de las necesidades alimentarias del país se cubrían con importaciones. Además, el país no es autosuficiente en la producción de carne y cereales y depende de las importaciones de estos alimentos.[cita requerida] En 2003, se estimaba que el 8,33 % de la superficie total del país era cultivable.
Los principales cultivos alimentarios son el plátano, el fruto del pan, el taro, el maíz, las judías, la papaya y el aceite de palma, y los principales cultivos de producción agrícola para la exportación son el cacao, la copra y el café. El pescado y el marisco ocupan un lugar destacado en la cocina de Santo Tomé y Príncipe, y la industria pesquera contribuye aproximadamente al 25 % del producto interior bruto del país.
La cocina del país ha sido influenciada y moldeada por los colonos africanos y portugueses.

### Literatura
Hasta hoy, el panorama literario de Santo Tomé y Príncipe se caracteriza por su dificultad. Las editoriales son escasas y no hay imprentas de libros en la propia república. Así, los autores suelen publicar en otros países de habla portuguesa, como Portugal y Angola.

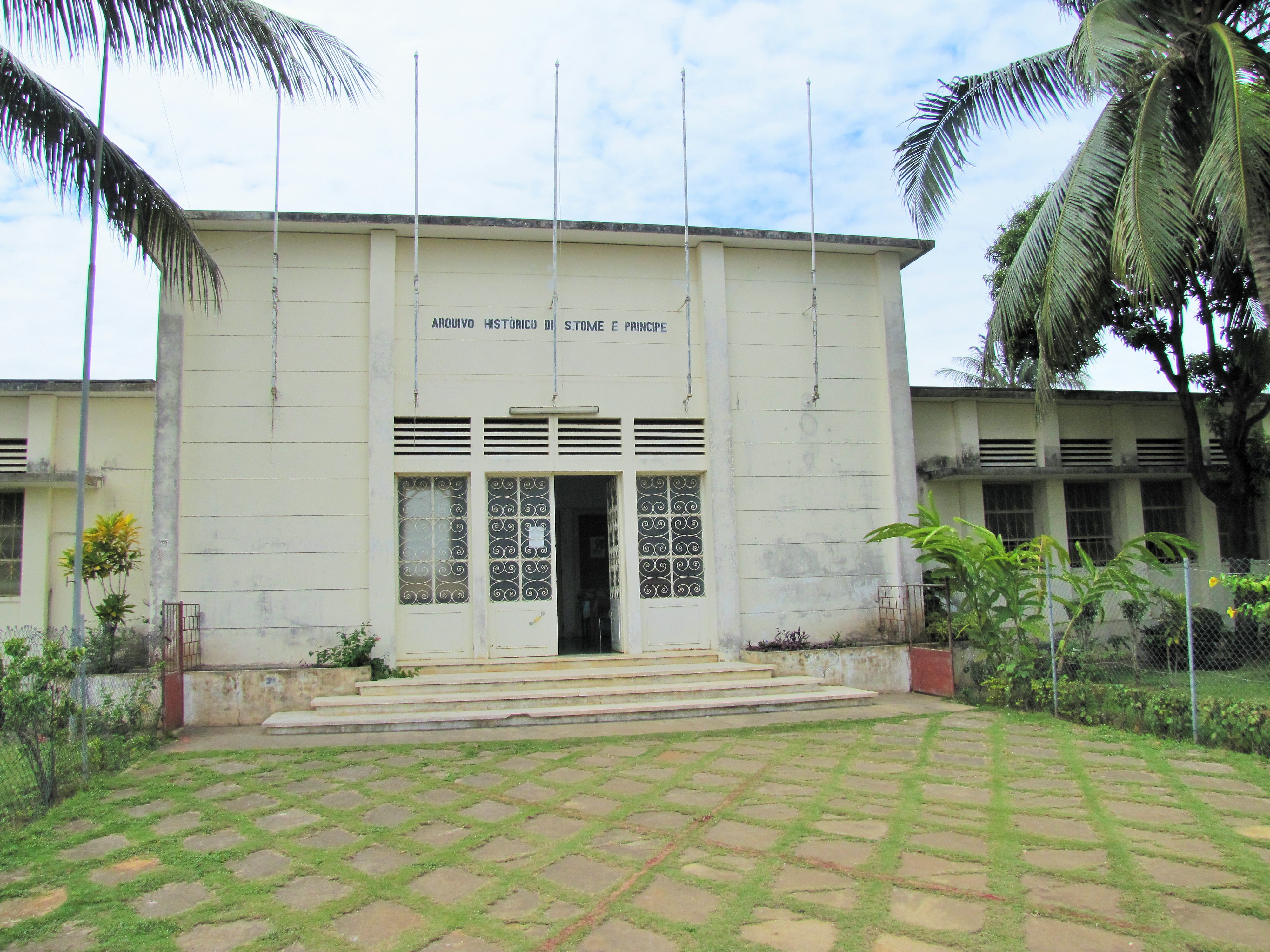
Archivo histórico de Santo Tomé y Príncipe

Desde el siglo XIX, la literatura se desarrolló en Santo Tomé y Príncipe, especialmente con la poesía de Caetano da Costa Alegre (1864-1890).
Francisco Stockler (Fâchiku Stockler, 1834-1881) utilizó el criollo santotomesino (forro) en la poesía; sin embargo, no se estableció como lengua escrita.
Marcelo da Veiga (1892-1976), terrateniente de la isla de Príncipe, fue el primero en referirse regularmente a su color de piel negro y a la situación de Santo Tomé y Príncipe como colonia e isla en su obra. Estos primeros indicios de una conciencia nacional en Santo Tomé y Príncipe se materializaron posteriormente en la obra de Francisco José Tenreiro (1921-1963), de influencia neorrealista. De especial importancia para la manifestación de una literatura santotomesina, como signo de una conciencia nacional despierta, fue la antología Poetas de São Tomé e Príncipe, publicada en 1963 por la Casa dos Estudantes do Império de Lisboa. Junto con Tenreiro, los poetas Maria Manuela Margarido (1925-2007) y Alda Espírito Santo (1926-2010) fueron algunos de los nombres más importantes de esta etapa.
La primera novela de Santo Tomé fue Maiá Poçon de Viana de Almeida (1903-?) en 1937. Sin embargo, el novelista más importante de Santo Tomé y Príncipe es el neorrealista Sum Marky (1921-2003), desde su novela O Vale das Ilusões de 1956. En No Altar da Lei (1960) y Vila Flogá (1963), por ejemplo, abordó la masacre de Batepá en 1953, cuando los terratenientes se aprovecharon de la represión estatal y desataron una ola de violencia contra la mayoría negra de la población de Santo Tomé y Príncipe. Retomó el tema de la opresión colonial en su última novela Crónicas de uma Guerra Iventada (2001).
El período posterior a la independencia, en 1975, se caracterizó por una escasa actividad literaria en Santo Tomé y Príncipe. Después de dos poemarios de motivación político-sociológica, literariamente poco ambiciosos, en 1977, y del volumen É Nosso o Solo Sagradao da Terra, de Alda Espírito Santo, publicado en 1979, también de escasa relevancia literaria, volvieron a aparecer obras notables hasta finales de la década de 1980. Entre ellos se encuentran poetas como Fernando de Macedo, Maria Olinda Beja y Francisco Costa Alegre. Si bien Sacramento Neto es considerado el novelista más prolífico de la república insular, la obra de Aíto Bonfim (Ângelo de Jesus Bonfim) se distingue sobre todo por su diversidad de temas y formas.
El autor portugués Ruy Cinatti (1915-1986) también escribió con frecuencia sobre temas santotomenses. El joven poeta Tome Nicolau es activo en las redes sociales como Facebook o Youtube con su poesía y ha actuado en slams de poesía en Portugal.

## Deportes

### Fútbol

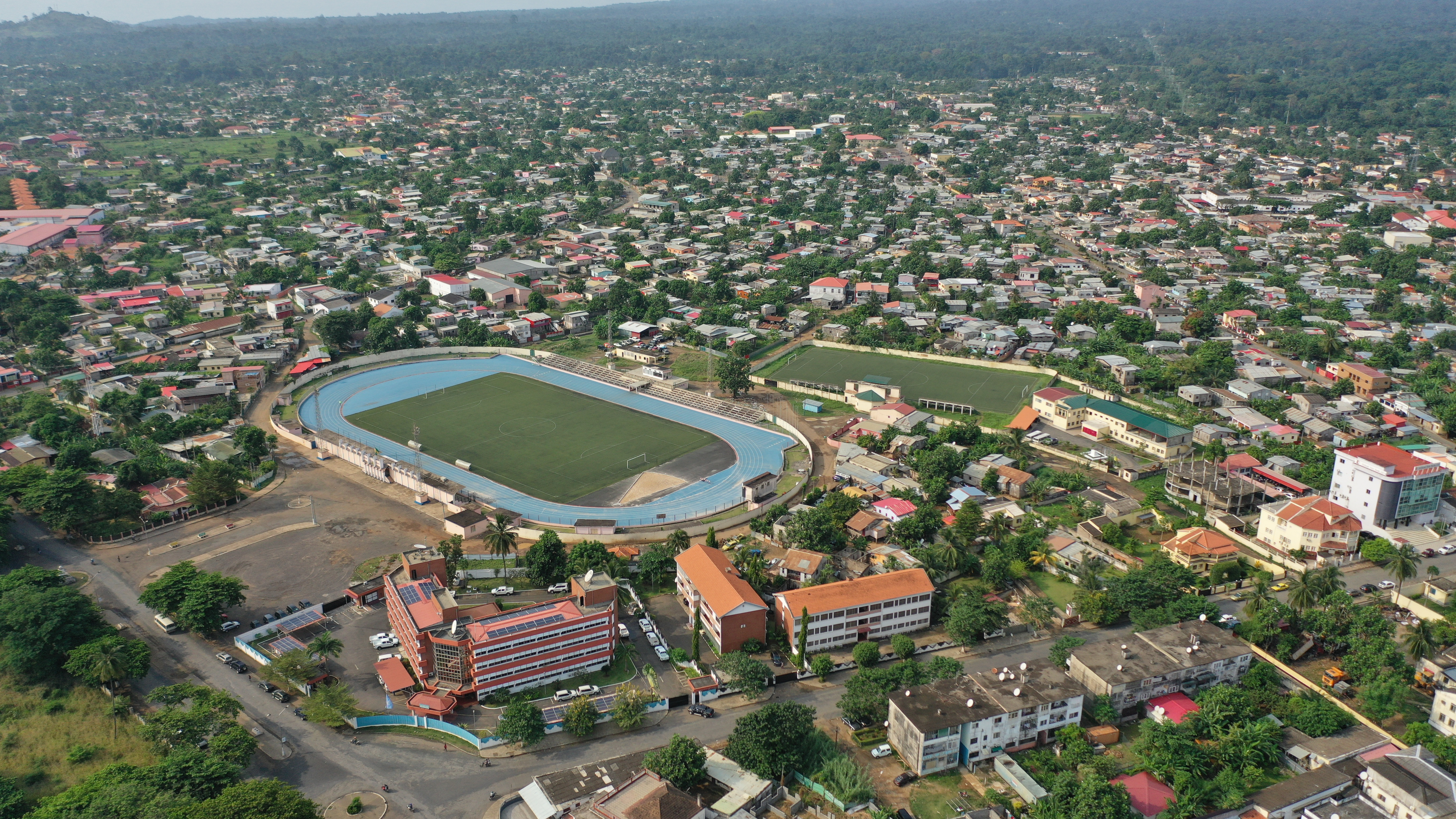
Estadio Nacional 12 de Julho en Santo Tomé

El fútbol es el deporte más popular en Santo Tomé y Príncipe, cuenta con una selección nacional, la cual está controlada por la Federación de Fútbol de Santo Tomé. Es un miembro de la Confederación Africana de Fútbol (CAF) y de la FIFA. El primer partido de Santo Tomé y Príncipe fue un amistoso contra Gabón en mayo de 1976. Perdieron por un resultado de 6-1. Su siguiente partido, durante los Juegos Centroafricanos de 1976, fue una horrenda derrota por 11-0 ante el Congo, la mayor derrota de Santo Tomé hasta la fecha. Santo Tomé completó la competición con una derrota por 2-1 ante la República Centroafricana y otra por 5-0 ante Chad.
Al año siguiente, Santo Tomé consiguió su primera victoria, en un amistoso contra Ruanda. Tanto en 1978 como en 1987 logró un empate en casa ante Angola.
Los verdes y amarillos se tomaron un descanso de once años, antes de una serie de partidos que incluyeron su primera participación en un torneo sancionado por la FIFA. En la Copa UNIFAC de 1999, lograron su segunda victoria, por 2-0 contra la vecina Guinea Ecuatorial. A continuación, ganaron el siguiente partido, contra Sierra Leona, por 2-0. Esta racha de dos victorias consecutivas, acompañada de un empate unos cuantos partidos más tarde, los situó en su mejor clasificación de la FIFA hasta la fecha, la 179.
La selección tiene su sede en el Estadio Nacional 12 de Julho.

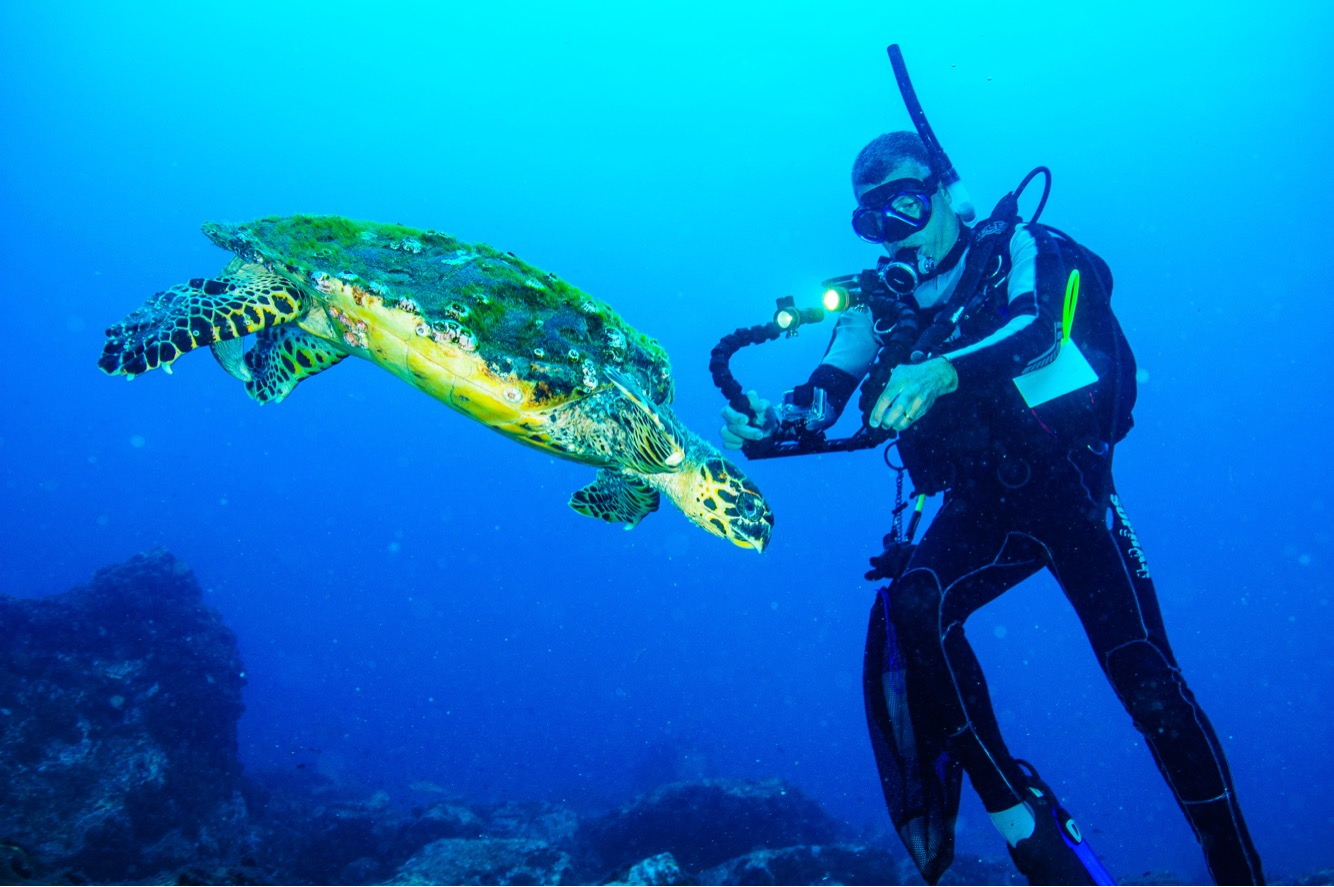
Buceo en la isla de Príncipe

El Campeonato nacional de Santo Tomé y Príncipe se decide en un partido entre el campeón de la isla de Santo Tomé y el campeón de la isla del Príncipe. El campeón se dirige a la ronda de clasificación de la Liga de Campeones de la Confederación Africana de Fútbol cada temporada, pero durante algunas temporadas, no hubo participantes. Desde 1998, el campeón compite en la Supercopa de Santo Tomé y Príncipe del año siguiente. Al igual que Cabo Verde, más al noroeste, en el Atlántico, son los dos únicos países de África en los que sólo el título de cada subdivisión nacional pasa un año en la competición, siendo las pocas naciones que quedan en esta situación. A diferencia de Cabo Verde, puede ser la única nación que queda en la que el campeonato nacional consiste sólo en la fase eliminatoria y también sólo en el partido final.
Los campeonatos se retransmiten cada año en la cadena estatal TVS y en toda África en RTP África.

### Baloncesto
La Federación de Baloncesto de Santo Tomé y Príncipe es una asociación, fundada en 1983, encargada de organizar, gestionar y desarrollar el baloncesto en Santo Tomé y Príncipe.
La Federación representa al baloncesto ante las autoridades públicas, así como ante los organismos deportivos nacionales e internacionales y, como tal, representa a Santo Tomé y Príncipe en las competiciones internacionales. También defiende los intereses morales y materiales del baloncesto en las islas. Está afiliada a la Federación Internacional de Baloncesto (FIBA) desde 1983, así como a la FIBA África.
La Federación también organiza el campeonato nacional.

## Patrimonio
En la actualidad aún la UNESCO no ha inscrito nada para este país en su Lista del Patrimonio Mundial (Programa del Patrimonio Mundial, 1971), en su Lista Representativa del Patrimonio Cultural Inmaterial de la Humanidad (Programa del Patrimonio Cultural Inmaterial, 2003), ni en su registro internacional Memoria del Mundo (Programa Memoria del Mundo, 1992) sin embargo existen una serie de edificaciones y sitios considerados de valor histórico y cultural a nivel local.

### Arquitectura religiosa

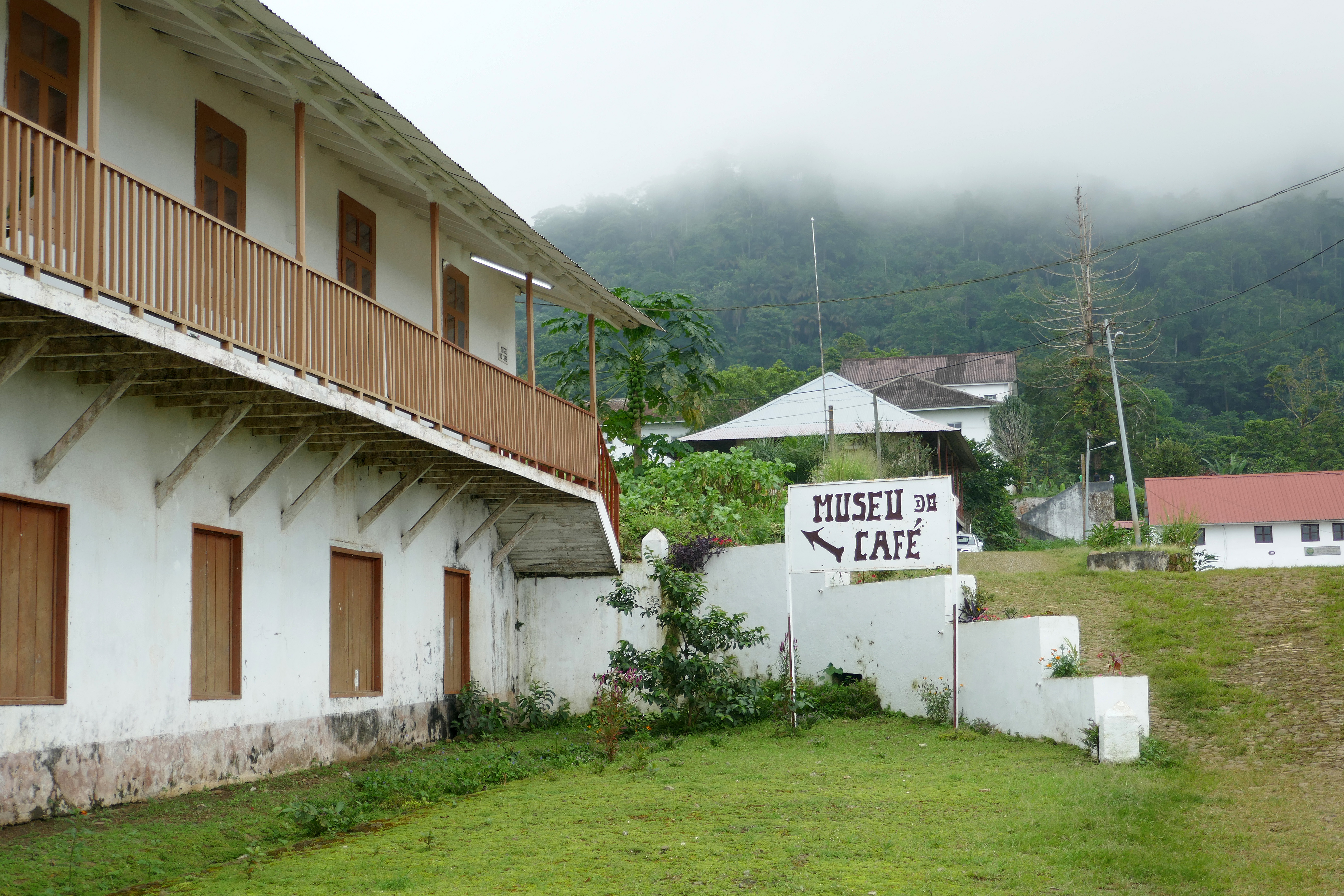
Museo del Café en Monte Café (Santo Tomé)

- Iglesia de Nossa Senhora do Rosário (Nuestra Señora del Rosario, isla del Príncipe)
- Catedral de la Sé (Isla de Santo Tomé)
- Iglesia de Madre Deus (Madre de Dios, Isla de Santo Tomé)

### Arquitectura militar
- Fuerte de Santo António (San Antonio, Ponta da Mina) (construido después de 1695 y reconstruido en 1809)
- Fortaleza de São Sebastião (San Sebastián, que hoy alberga el Museo Nacional de Santo Tomé y Príncipe)(1566)(ciudad de Santo Tomé)
- Fuerte de San Jerónimo (1613)
- Fuerte de São José (San José, 1756)

### Edificios delsigloXX

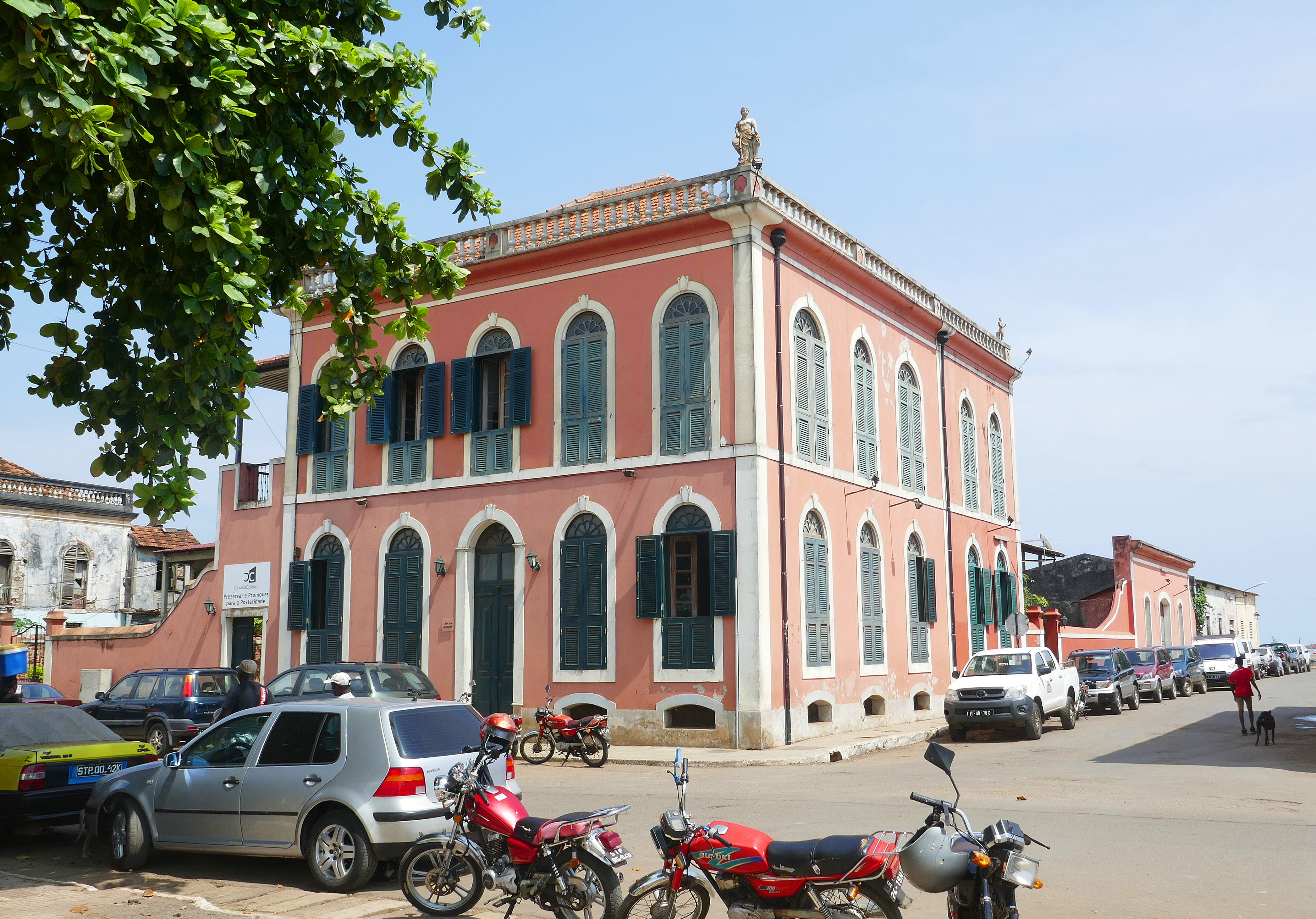
Casa de la Cultura en Santo Tomé

- Cineteatro Marcelo da Veiga (Ciudad de Santo Tomé)
- Colegio Nacional (Ciudad de Santo Tomé)
- Archivo Histórico (Ciudad de Santo Tomé)
- Mercado municipal (ciudad de Santo Tomé)
- Edificio de la Compañía Santomense de Telecomunicaciones (ciudad de Santo Tomé)[96][97]
- Casco Antiguo Salazar, hoy 3 de Fevereiro (ciudad de Santo Tomé)[98][99]

### Patrimonio de origen portugués
- Esculturas de Pêro Escobar, João de Santarém y João de Paiva reunidas frente a la Fortaleza de São Sebastião
- Monumentos a Vasco da Gama y a las Conmemoraciones de Henrique de 1960 situados en el paseo marítimo de la ciudad de Santo Tomé
- Edificios de los siglos XIX y XX, llamados "Roça", situados por todo el territorio. Estos edificios agrícolas contaban, además de con zonas de vivienda, con instalaciones industriales, sanitarias, educativas, de producción agrícola e industrial y de transformación.

### Patrimonio científico
- Padrão do Equador no Ilhéu das Rolas[96][100] (1936)